# Turkije en de Europese Unie
In 1963 werd een Associatieovereenkomst tussen de Europese Unie en Turkije gesloten. In 1987 vroeg Turkije het EU-lidmaatschap aan. Deze aanvraag stuitte op een veto van Griekenland, sinds 1981 lid van de Unie. Pas in 1999 gaf Griekenland zijn verzet op. Nog datzelfde jaar kreeg Turkije de status van kandidaat-lid van de EU.
De Europese Raad van december 1993 in Kopenhagen heeft criteria (de Kopenhagencriteria) vastgesteld voor lidmaatschap van de EU. Deze criteria zijn destijds opgesteld met het oog op het lidmaatschap van de Oost-Europese landen, maar gelden ook voor Turkije.

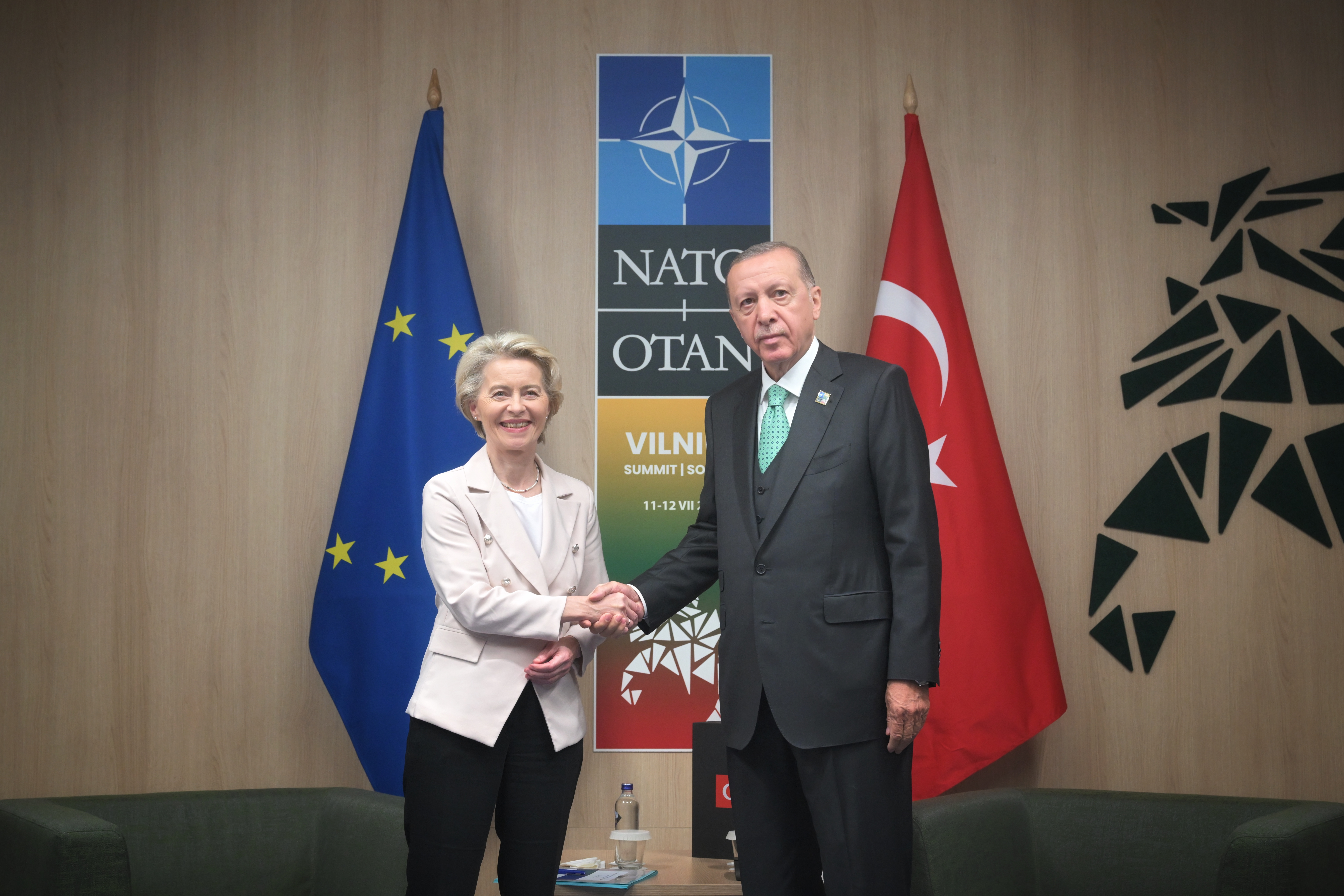
Voorzitter van de Europese Commissie Ursula von der Leyen met de Turkse president Recep Tayyip Erdoğan in Vilnius op 12 juli 2023.

## Geschiedenis

### Historische achtergrond
De acceptatie van Turkije tot EU ligt gevoeliger dan de toetreding van andere landen. De Geopolitieke betekenis van de 'Turk in Europa' is een discussie die al heerst sinds de opkomst van de Ottomanen en de uitvinding van de boekdrukkunst.

#### Eerste contacten
De geopolitieke relatie tussen Turkse volkeren en Europa gaat verder terug dan de tijd van de uitvinding van de boekdrukkunst, in ieder geval tot de komst van de Hunnen naar Europa. Deze multi-etnische federatie bestond uit verschillende Turkse, Oeraalse en Indo-Europese volkeren, waaronder Oost-Germanen. Na de val van het rijk van de Hunnen bleven enkele Turkstalige kanaten in Oost-Europa over, zoals die van de Avaren, Bulgaren en Khazaren. Deze volkeren wisten grote delen van respectievelijk Centraal-Europa, de Balkan en de noordelijke-Kaukasus te veroveren op de Slavische, Griekse en Iraanse volkeren die er woonden. De Bulgaren vermengden echter al snel met de lokale Slavische bevolking en vernietigden vervolgens het rijk van de Avaren. De komende eeuwen bleven van tijd tot tijd Turkse volkeren over de Euraziatische steppe trekken. Ook in omgekeerde richting was er een Europese kolonisatie van Centraal-Azië. Sedentaire Indo-Europese volkeren zoals de Grieken, Perzen en Tochaars-sprekenden vermengden hier juist met de nomadische Turken.

#### Polarisatie en conflict
Pas met de komst van de boekdrukkunst en de daaruit voortvloeiende vroege wetenschap en antropologie ontstaat er in West-Europa een duidelijker beeld van de Turken. Veel belangrijke Europese en nationale denkers en politici deden felle uitspraken over hen. De angst voor de Turken in West-Europa is te verklaren aan de gruwelverhalen, onder andere aangewakkerd vanuit Rome, en de gestage opmars van de Turken richting Centraal-Europa. Enkele beschrijvingen van Turken zijn onder andere "de geïncarneerde duivel" Maarten Luther en "een stel barbaren van duistere herkomst" Erasmus. Er waren in die tijd gematigde stemmen te horen, zoals die van Descartes die naar eigen zeggen niet enkel voor christenen schreef, maar ook voor 'de Turken' (dat voor hem stond voor moslims, ongelovigen en atheïsten). De bewoordingen van Luther en Erasmus geven een nogal ongenuanceerd beeld van 'de Turk' tijdens de late Europese middeleeuwen. De realiteit was dat de Orthodoxe kerk door de Ottomanen werd getolereerd en zelfs politieke en rechterlijke macht verkreeg, in tegenstelling tot de onderdrukking die Orthodoxe Christenen kenden in katholieke landen. Ook tolereerden de Turken de Armeense kerk en het Jodendom, steunden zij politiek en militair de Duitse en Hongaarse protestanten in de Balkan, en kregen hugenoten, anglicanen, quakers, anabaptisten, jezuïeten en kapucijnen het recht zich in het rijk te vestigen toen zij uit West-Europa werden verdreven. Vanaf het eind van de 16e eeuw zijn Turkse en andere Ottomaanse handelaren regelmatig te vinden in de Europese handelscentra zoals Noord-Italië, Nederland en Vlaanderen. Het Ottomaanse rijk was zich bewust van de religieus-politieke ontwikkelingen in Noord-Europa en speelde hier op in. In het jaar van de beeldenstorm zond de Ottomaanse sultan bijvoorbeeld een brief aan de protestantse Nederlanders waarin hij zijn politieke en financiële steun uitspreekt aan de opstand. Het Ottomaanse rijk zou in de volgende eeuw een belangrijke partner worden van de nieuwe Republiek.

#### Handel in goederen en cultuur
De Turkse religieuze tolerantie werd tijdens de 16e eeuw voor veel protestantse Europeanen een inspiratie in de strijd tegen de Paapse Inquisitie van de Habsburgers. De Geuzen gebruikten de leuze 'Liever Turks dan paaps', waarin zij uitdrukking gaven aan het feit dat zij de Turken meer waardeerden dan de Katholieke Kerk; want zij hanteerden die religieuze tolerantie waar de Nederlanders zo naar verlangden.
Met zijn monopolie op de handel over land tussen Europa en Azië en zijn dominantie van de Middellandse Zee was het Ottomaanse Rijk voor de Nederlanden een strategische partner in de strijd tegen de Habsburgers, in ons geval de Koning van Spanje. De Ottomaanse Sultan stelde meermaals Engelsen, Nederlanders en andere Noord-Europeanen aan als kapitein van een schip of vloot in de Atlantische Oceaan en het westen van de Middellandse Zee. Deze kapiteins voeren vaak naast de Ottomaanse vlag ook de vlag van hun eigen land als zij een Spaans schip aanvielen. Het Ottomaanse Rijk was de eerste die de onafhankelijke Republiek der Verenigde Nederlanden erkende. Wederzijdse economische relaties tussen Nederland, Venetië, Genua en Constantinopel had een grote culturele impact, met nieuwe producten mee verhuisden ook culturele tradities, zo vonden Nederlandse tegels hun weg naar Ottomaanse moskeeën en exporteerden de Turken hun koffiecultuur naar Europa. Het duurde echter tot de 18e eeuw, toen de macht van het Ottomaanse Rijk begon te stagneren, voordat de vooroordelen over Turken langzaam begonnen te verminderen. Maar ook de Franse revolutionaire schrijvers zoals Voltaire beargumenteerden dat 'de Turken Europa uitgedreven dienden te worden'. Turcomanie, de fascinatie met de Turkse cultuur, met name in Frankrijk, heeft ook een bijdrage geleverd aan het contact tussen de Turken en de Europeanen. Bekende Europese componisten waren geïnspireerd door Ottomaanse Janitsarenmuziek, oriëntaalse objecten werden verzameld en tapijten werden aan de muur gehangen. Toch bleef de angst en haat voor de Turk aanwezig, zelfs toen het rijk op de rand van instorten stond, zoals kenbaar wordt uit de uitspraak van de oud Premier van Nederland, Abraham Kuyper, die zei dat de "Mongolen en Turken bloeddorstige vernielers en bedreigers van de christelijke cultuur" waren.

#### Europese ideeën, nationalisme en genocide
Met de val van het Ottomaanse Rijk komt er een antwoord op de eeuwenoude oproep om de Turken uit Europa te verdrijven. De Russen slagen erin, samen met enkele andere volkeren, om de Turken daadwerkelijk grotendeels uit de Balkan, de Krim en de noordelijke Kaukasus te verdrijven. Miljoenen Turken en andere moslims moesten Europa uitvluchten en duizenden moskeeën werden afgebrand. Westerse ideeën over nationale identiteit, etno-linguïstische rassenleer, democratie en republicanisme werden ook onder de Turkstalige bevolking steeds meer geaccepteerd, wat zich uitte in de beweging van de Jonge Turken in het Ottomaanse Rijk en de Jadid in het Russische Rijk. Na de Eerste Wereldoorlog werd een reeks seculiere republieken uitgeroepen door Turkstalige volkeren over heel Eurazië, onder andere Turkije, de Democratische Republiek Azerbeidzjan, de Republiek Idel-Oeral, Autonoom Kokand en de Eerste Oost-Turkestaanse Republiek. Deze staten bleken echter, op Turkije na, niet in staat hun eigen soevereiniteit te behouden ten opzichte van de koloniale macht van de Sovjet-Unie en China. Het nationalisme had echter ook in Turkije etnocide tot effect; in de nadagen van het Ottomaanse Rijk is geprobeerd om de christelijke geschiedenis van het land uit te wissen, met name om het Armeense verzet te breken werden zij volledig gedeporteerd naar de Syrische woestijn. Wederzijdse bevolkingsuitwisselingen tussen Turkije en Griekenland na de Turkse onafhankelijkheidsoorlog moesten de bevestiging zijn van de nationale, etnisch homogene natiestaten. Duitse officieren, bondgenoten van de Turken tijdens de Eerste Wereldoorlog, hebben ook meegedaan met de genocide en Hitler, die het panturkisme steunde in ruil voor Turkse steun tegen de Russen, zou als relativering van de Holocaust hebben gezegd; 'Wie herinnert zich de Armeniërs nog?'

#### Aarzelende bondgenoot
In de eerste jaren van de Turkse republiek zijn Mustafa Kemal en zijn regering terughoudend om bondgenootschappen aan te gaan met haar Europese buurlanden. De Sovjet-Unie helpt Turkije een 5-jaren planeconomie op te zetten, maar na de dood van Lenin verstart de relatie. Met Frankrijk en Engeland is er onenigheid over de definitieve grens van Turkije in Noord-Irak en Syrië. Mustafa Kemal voert echter een culturele revolutie door die het land duidelijk in de richting van West-Europa moet leiden. Door zijn hervormingen werd hij door vele Europese leiders geroemd, want hij gaf zelfs rechten aan zijn burgers die zij in veel christelijke Europese landen nog niet hadden. Tegelijkertijd is het bewind van de Kemalisten niet voor alle lagen van de samenleving bevrijdend. De een partij-dictatuur betekende ook een lange periode van onderdrukking van etnische, religieuze en politieke minderheden. Dit vond plaats uit de angst voor separatisme en ontluikend communisme en islamisme. Deze thema's bleven een rol spelen in de Turkse politiek gedurende de gehele 20e eeuw en hadden invloed op de positie die het land volgens verschillende partijen had tussen het westen en de communistische en islamitische wereld. Turkije bleef in de Tweede Wereldoorlog lange tijd neutraal, omdat het hoopte op een initiële overwinning van Duitsland op Rusland, maar een uiteindelijke overwinning van het Verenigd Koninkrijk op de voormalige bondgenoot Duitsland. Pas na de Tweede Wereldoorlog koos Turkije openlijk partij voor het westen tegen de Sovjet-Unie, na politieke spanningen over Russische toegang tot de Bosporus en de Dardanellen. Dit zou in 1952 tot lidmaatschap van de NAVO leiden, en in 1959 tot de aanvraag tot het associatielidmaatschap van de Europese Economische Gemeenschap. In 1963 sloten Turkije en de EEG een overeenkomst dat een lidmaatschap in het vooruitzicht stelde.

#### Conflicten, afstel en kandidatuur
In de jaren 70 en 80 spelen meerdere conflicten die de relatie tussen Turkije en de EEG bemoeilijkten. De Griekse meerderheid van Cyprus pleegt met steun van de Griekse militaire junta een staatsgreep, waarna het Turkse leger het noordelijke deel van het eiland inneemt. De EEG ziet deze ingreep als illegaal, en hierover is sindsdien een conflict. De koude oorlog wordt in verschillende Zuid-Europese landen, waaronder Turkije, op straat uitgevochten. De staatsgreep van 1980 wordt door de EEG veroordeeld, en de unie schort de gesprekken met het land tot nader order op. Pas in 1988 is er weer sprake van toenadering, nadat de burgerregering is hersteld en de Turkse economie is ontdaan van de meerjarenplannen. In de jaren 90 wordt Turkije verder geliberaliseerd en worden enkele verdragen gesloten tussen de EEG en Turkije, zoals de douane-unie in 1996. In 1999 kent de EU Turkije de status 'kandidaat-lid' toe.

### Recente geschiedenis
De Europese Raad besloot op 17 december 2004 dat de onderhandelingen over eventuele toetreding van Turkije tot de EU op 3 oktober 2005 zouden beginnen. Nederland was destijds voorzitter van de EU en heeft volgens Wikileaks documenten een beslissende rol gespeeld in dit besluit. Sindsdien zijn 14 hoofdstukken geopend, waarvan er 13 nog open zijn en er 1 is afgesloten. Enkele lidstaten lieten hoofdstukken blokkeren vanwege specifieke issues. De premier van Turkije, Recep Tayyip Erdoğan, en de EU zijn het erover eens dat Turkije nog niet klaar is voor toetreding. Erdoğan en zijn Partij voor Rechtvaardigheid en Ontwikkeling (AKP) hadden in de jaren sinds de start van de onderhandelingen (2005) aangegeven dat zij de Turkse wetgeving in 2013 op lijn wilden brengen met de toelatingscriteria. Hiertoe zijn diverse pakketten amendementen doorgevoerd aan de militaire grondwet via referenda. In 2012 en 2013 werd door het parlement overleg gevoerd over een nieuwe civiele grondwet. Dit proces liep echter vast halverwege 2013.
Er is geen einddatum aan de onderhandelingen. Het onderhandelingsproces verloopt moeizaam; Turkije is een opkomende macht, en lijkt soms niet bereid op alle terreinen volledig te voldoen aan de toetredingseisen van de EU. Ook heeft onenigheid binnen de EU-lidstaten over eventuele toetreding geleid tot een verstarde situatie. Tijdens het presidentschap van Nicolas Sarkozy in Frankrijk (2007-2012) kwamen de onderhandelingen vrijwel stil te liggen. Gedurende de tweede helft van 2012, toen Cyprus voorzitter van de EU was, vertraagden de onderhandelingen opnieuw.

#### Voor- en tegenstand onderhandelingen

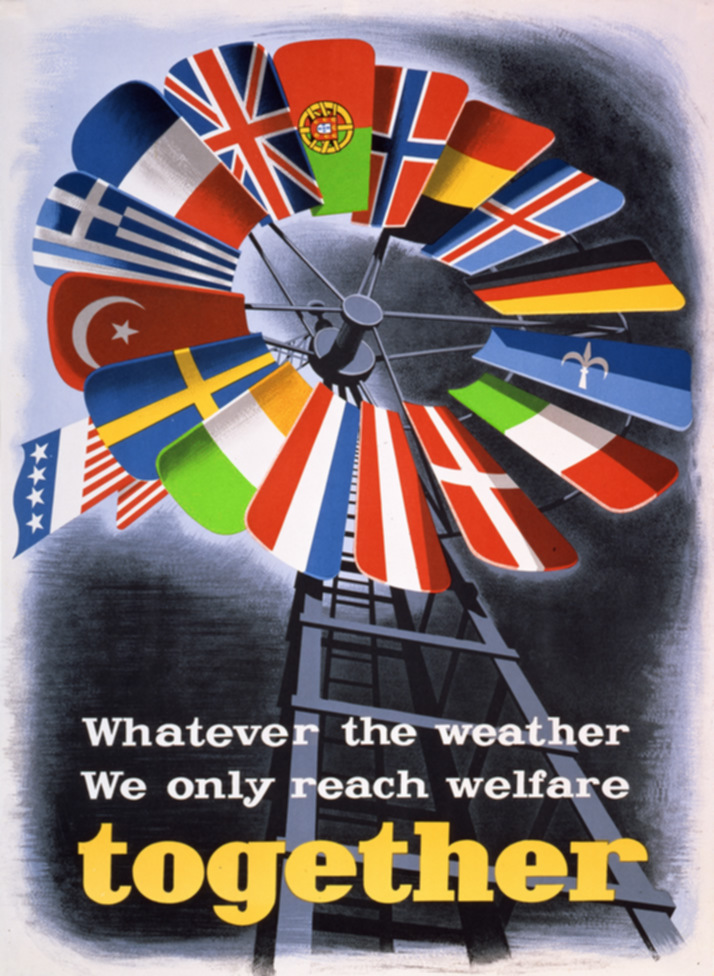
Een van een aantal posters gemaakt ter bevordering van het Marshall Plan in Europa, met Turkije

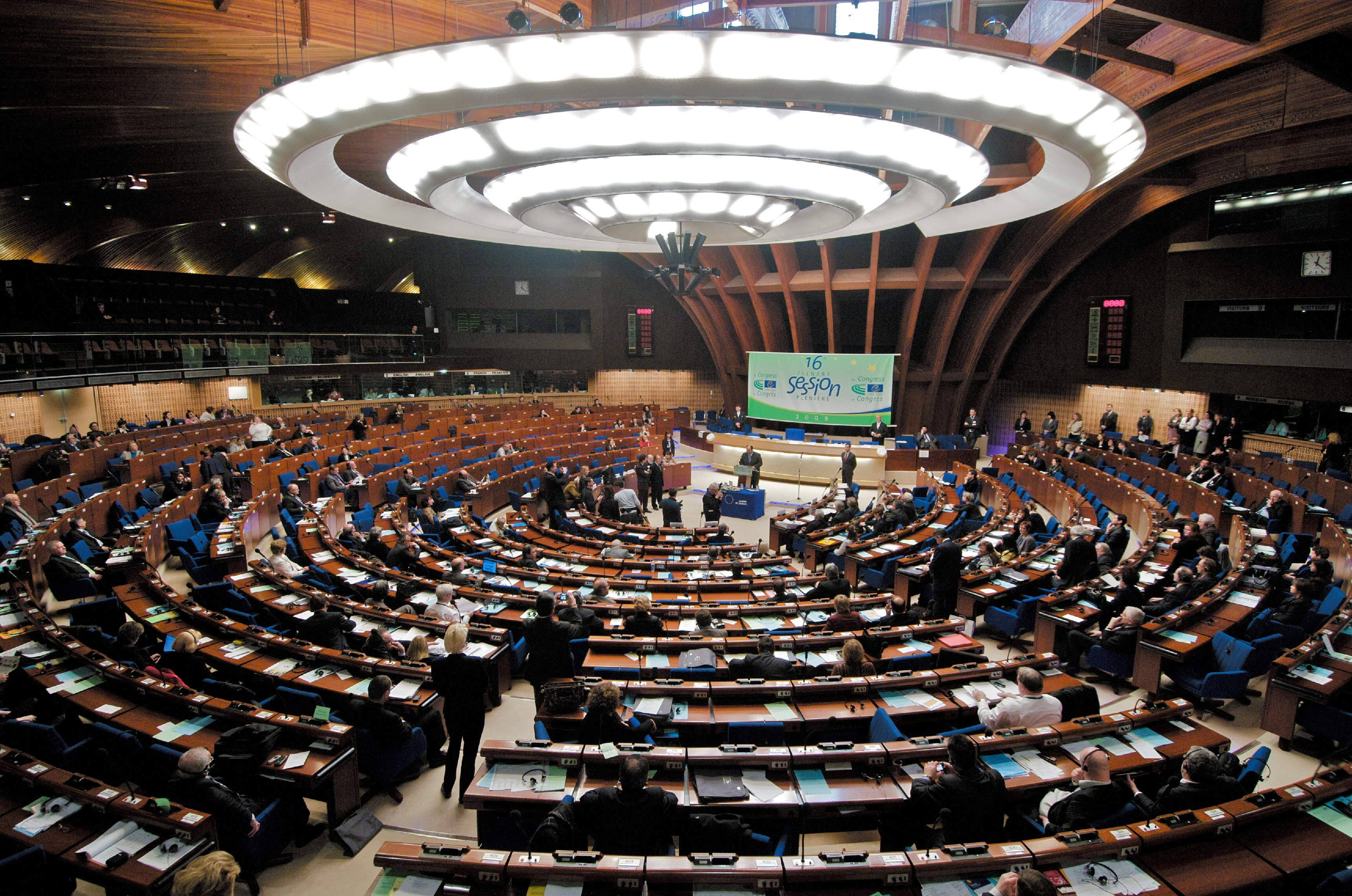
Turkije werd lid van de Raad van Europa in 1949 en wordt beschouwd als een van de stichtende leden van de organisatie

In de jaren na de start van de toetredingsonderhandelingen vindt er in met name West-Europese EU-lidstaten een fel publiek debat plaats over de plek van de Islam in Europa. Er ontstaan verschillende kampen van voor- en tegenstanders van de Turkse toetreding. Tot de felle tegenstanders behoorden Angela Merkel, bondskanselier van Duitsland en Nicolas Sarkozy, president van Frankrijk. In die periode spreken ook de regeringen van Oostenrijk en Grieks-Cyprus zeer sceptisch over de onderhandelingen. Na zijn verkiezingsoverwinning in mei 2007 maakte de Franse president Nicolas Sarkozy werk van het zoeken van steun voor de oprichting van de Unie voor het Middellandse Zeegebied, die de bestaande akkoorden tussen de Europese Unie en andere landen rond de Middellandse Zee zou gaan vervangen en verdiepen, en een eventueel alternatief zou kunnen vormen voor de toetreding van Turkije tot de EU. Turkije reageerde hier sterk verontwaardigd op, en trad pas toe tot de nieuwe Unie toen Sarkozy beloofde dat het geen vervanging zou worden voor een volwaardig EU-lidmaatschap. Sarkozy voerde uiteindelijk enkele blokkades in op belangrijke hoofdstukken van de onderhandelingen die volgens hem direct tot toetreding zouden kunnen leiden. Sarkozy stond echter niet alleen in zijn weerstand; in haar eerste regeringsperiode sprak ook Merkel zich nadrukkelijk uit als tegenstander van Turkse toetreding. Echter gaf zij aan dat Duitsland geen veto zou uitspreken over onderhandelingen of toetreding, een mening die niet gedeeld werd door de regeringen van Frankrijk en Cyprus. Door regeringswisselingen in Duitsland en Oostenrijk werd van daar uit de tegenstand echter gematigder na 2009, wat bijvoorbeeld blijkt uit de uitspraken van de Duitse minister van Buitenlandse Zaken Guido Westerwelle, een groot voorstander van Turkse toetreding. Anno 2012 is Duitsland onder Merkel niet langer tegenstander van toetreding, mogelijk wegens zware politieke verliezen van de regeringspartijen in lokale verkiezingen.
Turkije vindt sterke bondgenoten in het Verenigd Koninkrijk, Italië, Zweden, Finland, Spanje en vrijwel alle nieuwe Oost-Europese lidstaten. De Europese bondgenoten van Turkije betichten de groep tegenstanders vanaf medio 2009 openlijk van het hanteren van een dubbele standaard met betrekking tot Turkije. Oud-premier van België, en voorzitter van de Europese Liberale fractie in het Europees Parlement Guy Verhofstadt, omschrijft het Franse plan zelfs als 'onzin'.
De in 2012 gekozen Franse president François Hollande was, in tegenstelling tot zijn voorganger, geen voor- of tegenstander van de toetreding van Turkije. Hiermee komt Frankrijk mogelijk in het lijstje neutrale landen naast Nederland, België, Duitsland en Denemarken. Duitsland en Turkije hebben hun hoop uitgesproken dat de nieuwe Franse regering de bevroren hoofdstukken zal ontdooien. Direct na het aantreden van de Franse president François Hollande in mei 2012 is de EU begonnen met het voorbereiden van de ontdooiing van bevroren hoofdstukken, en het versnellen van de onderhandelingen door een nieuwe positieve agenda te promoten.
In 2013 besloten Duitsland en Nederland, in reactie op het brute neerslaan van vreedzame protesten in Turkije, de onderhandelingen volledig stop te zetten. Duitsland en Nederland zijn van mening dat demonstranten op ondemocratische wijze de mond zijn gesnoerd, en dat het geen zin heeft om verder te onderhandelen tot de aanpak van de regering verandert.

#### Hervormingen en recente ontwikkelingen
Turkije heeft sinds 2000 hervormingen doorgevoerd die toetreding mogelijk moeten maken. Zo werd de doodstraf in vredestijd afgeschaft in 2002 en in 2004 werd het volledig afgeschaft. Ook werden er meer rechten toegekend aan de Koerdische minderheid (waaronder het recht om Koerdisch te spreken, te onderwijzen en te gebruiken in politieke speeches). Ook werden er 24-uurs Koerdisch- en Arabischtalige staatskanalen opgericht en kregen commerciële tv- en radiozenders het recht om uit te zenden in elke taal. De politie kwam onder strengere controle te staan, de gevangenissen werden gemoderniseerd. In 2010 werden 3 jeugdgevangenissen gesloten na inspectie door een parlementaire commissie voor mensenrechten. De vrijheid van meningsuiting en drukpers werden uitgebreid, hoewel in 2009 een zware belastingboete werd uitgedeeld aan mediaconglomeraat Dogan, een zaak waar de EU haar bezorgdheid over heeft geuit. De grootste vooruitgang werd op economisch gebied geboekt. De markt werd in snel tempo geliberaliseerd, waardoor de Turkse economie van 2002 tot 2008 een van de sterkst groeiende economieën ter wereld was. De herstructurering van de financiële sector na de Turkse crisis van 2001 heeft er ook toe geleid dat Turkije relatief goed door de economische crisis van 2008-2010 is gekomen. Turkse banken hebben in februari 2010 gemiddeld een reserveratio van 80%, veel hoger dan de vereiste 2% van de Europese Centrale Bank. Volgens het IMF en andere financiële instellingen zal de Turkse economie ook in 2010 van alle Europese economieën het snelst groeien. Eind maart 2010 staat de beurs van Istanboel, de ISE, weer op het niveau van voor de crisis. De werkloosheid in Turkije daalde in 2012 tot 8,3%; lager dan het EU-gemiddelde en lager dan in 14 lidstaten.

##### Nieuwe Grondwet (2008-2013)
Het "Koerdisch initiatief", dat de AKP-regering vanaf eind 2008 nadrukkelijk op de kaart heeft gezet en waarbij zich later nog vele andere initiatieven richting andere etnische en religieuze groepen voegden, vraagt om grootscheepse hervormingen van de Turkse grondwet. Voor 12 september 2010 stond een referendum gepland voor een grote grondwetswijziging. Deze nieuwe grondwet moet de macht van het leger inperken en het rechtssysteem moderniseren. Ook krijgen burgers meer rechten en wordt positieve discriminatie voor vrouwen, kinderen, bejaarden en gehandicapten in de toekomst toegestaan. Premier Erdogan zei hierover dat hij, bij te weinig steun van de oppositie, een referendum zou uitschrijven waarin de bevolking zich direct over de grondwetswijziging mocht uitspreken. De nationalistische partij MHP reageerde hierop met de verklaring een deel van de grondwetswijzigingen te willen steunen. Op 22 maart 2010 onthult de AKP een 26 artikels tellende grondwetswijziging. In de daaropvolgende dagen spreken verschillende groepen zich positief uit over de voorgestelde grondwetswijzigingen, waaronder de Nederlandse CDA-Europarlementariër Ria Oomen-Ruijten, Turkije-rapporteur van het Parlement, de leider van de Socialisten van het Parlement, Martin Schulz, die het pakket "een stap in de richting van de EU" noemde, de leider van de fractie De Groenen/Vrije Europese Alliantie, Hélène Flautre, en de voorzitter van het EU-Turkije gezamenlijk parlementair comité, Claudia Roth. Vlak na bekendmaking lijkt de wijziging ook een door een groot deel van de Turkse bevolking te worden gesteund. Een organisatie van 406 verschillende ngo's die zich inzetten voor de mensenrechten sprak zich positief uit over de verandering, maar wenste nog verdergaande aanpassingen. Nadat de oppositiepartijen hun steun hadden teruggetrokken voor de grondwetswijziging is een referendum uitgeschreven waarin de Turkse bevolking zich direct mocht uitspreken over de hervormingen. De hervormingen werden door een meerderheid van 58% van de bevolking aanvaard in het referendum. Voor na de parlementsverkiezingen van 2011 staat een volledig nieuwe civiele grondwet in de planning, die definitief moet afrekenen met de militaire constitutie die het land voor decennia heeft gereguleerd. De Turkse regering houdt in 2011 gesprekken met verschillende politieke partijen en non-gouvernementele organisaties over de nieuwe Turkse grondwet. Ook de Turkse lgbt-organisatie Lambda is daarvoor uitgenodigd. Begin 2013 raakte de onderhandelingen in een impasse, en na een roerig jaar waarin grote delen van de Turkse maatschappij zich tegen de regering hadden gekeerd trok de AKP zich eenzijdig terug uit de onderhandelingen. In een tijdspanne van enkele weken introduceerde de regeringspartij begin 2014 diverse restrictieve wetten op verschillende terreinen, waaronder justitie, politie, onderwijs, media en internet. Het plan om tot een gezamenlijk overleg te komen, hoewel nog steeds gesteund door president Gül, lijkt op een zijspoor te zijn beland. Zeker sinds begin 2013 zijn er geen serieuze gesprekken meer geweest tussen de Turkse regering en de oppositie over een nieuwe grondwet of de hervormingen die nodig zijn voor toetreding tot de EU.

##### Visumverplichtingen
Bijvoorbeeld Nederlanders en Belgen hebben voor een bezoek aan Turkije een visum nodig. Dit dient men van tevoren online aan te vragen.
De AKP-regering heeft in 2009 en 2010 afspraken gemaakt met verschillende landen over het afschaffen van visumverplichtingen, waaronder Syrië, Libanon Jordanië, Albanië, Soedan en Rusland? Deze ontwikkeling werd door sommige westerse analisten en journalisten geïnterpreteerd als dat Turkije zijn blik naar het oosten keert. De Turkse overheid sprak dit echter met stugheid tegen en benadrukte dat Turkije ook met Europese landen goede relaties wilde onderhouden. De Turkse minister van Buitenlandse Zaken riep de EU op om de visumverplichtingen voor Turken op te heffen. Volgens hem was het onacceptabel dat enkele Balkanlanden die geen officieel kandidaat-lid van de EU zijn al wel gevrijwaard waren van visa, terwijl Turken dit niet waren. Spanje was in 2010 het eerste land van de Europese Unie dat vrij personenverkeer tussen Turkije en een lidstaat van de EU ging faciliteren. Studenten, kunstenaars en zakenmensen zouden voortaan een vijfjarig visum krijgen voor hun verblijf in Spanje. Tegelijkertijd hebben Turkije en Italië een afspraak gemaakt die Turkse zakenmensen een vijfjarig Italiaans Schengen-visum zal verlenen, waarmee zij ook in andere Europese landen zullen kunnen reizen. Vanaf 1 mei 2012 kunnen Turkse studenten en academici ook visumvrij naar Groot-Brittannië reizen. Op 19 februari 2009 stelt het Europese hof dat EU lidstaten volgens het associatieverdrag met Turkije uit 1970 geen visum mogen vragen aan Turkse staatsburgers als zij tot drie maanden in de EU willen verblijven. Deze uitspraak werd in 2011 bevestigd in een rechtszaak in Duitsland en Nederland. Vanaf augustus 2012 hebben Turkse zelfstandigen geen visum meer nodig om tot een periode van drie maanden naar Nederland te komen, als gevolg van een uitspraak van de Raad van State.

#### Turks referendum 2017
In de aanloop naar het referendum van 2017, waar de vraag voorlag om de bevoegdheden van de president verregaand uit te breiden, ontstonden in verschillende Europese landen spanningen. De Turkse regering, die sterk aandrong op een 'Ja'-stem, trachtte in Europa politieke meetings op te zetten om de campagne te ondersteunen. In een aantal gevallen werden deze bijeenkomsten verboden, onder meer in Denemarken, Duitsland en België. In Nederland was een verbod zelfs aanleiding tot een diplomatieke rel. In het algemeen leidde de animositeit tot een verslechtering van de betrekkingen tussen Turkije en de Europese Unie. Gezaghebbende Europese politici stelden openlijk vragen bij de houding van Turkije, en de zin van verdere toetredingsonderhandelingen. Van Turkse zijde gaf president Erdogan duidelijk aan dat na het referendum de hele relatie met de Europese Unie op de helling staat.

### Tijdlijn
- 1959: Turkije vraagt het associatielidmaatschap voor de EEG aan.
- 1963: Turkije en de Europese Gemeenschap (EG) sluiten een associatieovereenkomst, waarin staat dat Turkije 'op termijn' lid mag worden van de EG.
- 1974: Turkse invasie van het noorden van Cyprus na coup van de Griekse EOKA.
- 1980: EG schort na een militaire staatsgreep het associatieverdrag op; dit duurt tot 1988.
- 1987: Turkije vraagt het EG-lidmaatschap aan.
- 1989: EG wijst de aanvraag van Turkije af.
- 1993: EU formuleert de Kopenhagen-criteria voor toelating nieuwe lidstaten.
- 1996: Douane-unie tussen EU en Turkije treedt in werking.
- 1999: EU verleent Turkije de status van kandidaat-lid.
- 2002: EU belooft Turkije eind 2004 de startdatum voor onderhandelingen te geven, die onverwijld zullen beginnen als Turkije voldoet aan de Kopenhagen-criteria.
- 2004: In mei treden Cyprus – door Turkije niet erkend – en negen andere landen toe tot de EU.
- 2004: In december kondigt de EU aan dat de onderhandelingen met Turkije op 3 oktober 2005 kunnen beginnen.
- 2005: Op 3 oktober beginnen – na onder andere bezwaar van Oostenrijk – de onderhandelingen.

## Onderhandelingen
Om toe te treden tot de EU moet Turkije met succes de onderhandelingen met de Europese Commissie over 33 van de 35 hoofdstukken van het acquis communautaire voltooien. (Voor twee hoofdstukken zijn geen onderhandelingen nodig.) Vervolgens moeten de lidstaten unaniem eens zijn over het verlenen van lidmaatschap van de Europese Unie aan Turkije.
Een groot deel van de hoofdstukken werd geblokkeerd door Frankrijk en Grieks-Cyprus in 2006, 2007 en 2009. De argumentatie van de toenmalige president Sarkozy van Frankrijk was dat Turkije bij afronding van deze hoofdstukken direct toe zou kunnen treden tot de unie, iets waar hij persoonlijk uitgesproken tegenstander van was. Toch is Turkije verdergegaan met het doorvoeren van hervormingen. De voormalige president van Frankrijk Francois Hollande, is geen tegenstander van Turkse toetreding. Frankrijk heeft bekendgemaakt dat het na het voorzitterschap van Grieks-Cyprus, begin 2013, zijn 5 bevroren hoofdstukken wil ontdooien. Wegens het brute neerslaan van demonstraties heeft Duitsland in 2013 alle hoofdstukken geblokkeerd die nog open waren.
| Hoofdstuk                                                     | Beoordeling in 2006            | Situatie 2010              | Situatie 2011              | Situatie 2012              | Situatie 2015              | Situatie 2016              | Screening begonnen | Screening voltooid | Hoofdstuk bevroren | Hoofdstuk ontdooid | Hoofdstuk geopend | Hoofdstuk afgesloten |
| ------------------------------------------------------------- | ------------------------------ | -------------------------- | -------------------------- | -------------------------- | -------------------------- | -------------------------- | ------------------ | ------------------ | ------------------ | ------------------ | ----------------- | -------------------- |
| 1. Vrij verkeer van goederen                                  | Aanpassingen nodig             | Aanpassingen nodig         | Globaal in lijn met acquis | Globaal in lijn met acquis | Globaal in lijn met acquis | Globaal in lijn met acquis | 16.1.2006          | 24.2.2006          | 11.12.2006         | –                  | –                 | –                    |
| 2. Vrij verkeer van werknemers                                | Moeilijk om aan te nemen       | In vroeg stadium           | In vroeg stadium           | In vroeg stadium           | In vroeg stadium           | In vroeg stadium           | 19.7.2006          | 11.9.2006          | 8.12.2009          | –                  | –                 | –                    |
| 3. Recht van vestiging en vrije dienstverrichting             | Moeilijk om aan te nemen       | In vroeg stadium           | In vroeg stadium           | In vroeg stadium           | In vroeg stadium           | In vroeg stadium           | 21.11.2005         | 20.12.2005         | 11.12.2006         | –                  | –                 | –                    |
| 4. Vrij verkeer van kapitaal                                  | Aanpassingen nodig             | Aanpassingen nodig         | Aanpassingen nodig         | Aanpassingen nodig         | Aanpassingen nodig         | Aanpassingen nodig         | 25.11.2005         | 22.12.2005         | 21.06.2013         | –                  | 19.12.2008        | –                    |
| 5. Overheidsopdrachten                                        | Niet te verenigen met acquis   | Veel aanpassing vereist    | Aanpassingen nodig         | Aanpassingen nodig         | Aanpassingen nodig         | Aanpassingen nodig         | 7.11.2005          | 28.11.2005         | 21.06.2013         | –                  | –                 | –                    |
| 6. Vennootschapsrecht                                         | Veel aanpassing vereist        | Veel aanpassing vereist    | Aanpassingen nodig         | Globaal in lijn met acquis | Vergevorderd               | Vergevorderd               | 21.6.2006          | 20.7.2006          | 21.06.2013         | –                  | 17.6.2008         | –                    |
| 7. Wet inzake intellectuele eigendom                          | Aanpassingen nodig             | Aanpassingen nodig         | Aanpassingen nodig         | Aanpassingen nodig         | Globaal in lijn met acquis | Globaal in lijn met acquis | 6.2.2006           | 3.3.2006           | 21.06.2013         | –                  | 17.6.2008         | –                    |
| 8. Concurrentiebeleid                                         | Moeilijk om aan te nemen       | Aanpassingen nodig         | Aanpassingen nodig         | Aanpassingen nodig         | Aanpassingen nodig         | Veel aanpassing vereist    | 8.11.2005          | 2.12.2005          | 21.06.2013         | –                  | –                 | –                    |
| 9. Financiële diensten                                        | Veel aanpassing vereist        | Veel aanpassing vereist    | Aanpassingen nodig         | Aanpassingen nodig         | Globaal in lijn met acquis | Globaal in lijn met acquis | 29.3.2006          | 3.5.2006           | 11.12.2006         | –                  | –                 | –                    |
| 10. Informatiemaatschappij en media                           | Aanpassingen nodig             | Aanpassingen nodig         | Aanpassingen nodig         | Aanpassingen nodig         | Aanpassingen nodig         | Aanpassingen nodig         | 12.6.2006          | 14.7.2006          | 21.06.2013         | –                  | 19.12.2008        | –                    |
| 11. Landbouw                                                  | Moeilijk om aan te nemen       | Veel aanpassing vereist    | Veel aanpassing vereist    | Veel aanpassing vereist    | Veel aanpassing vereist    | Veel aanpassing vereist    | 5.12.2005          | 26.1.2006          | 11.12.2006         | 21.06.2013         | –                 | –                    |
| 12. Voedselveiligheid, veterinair en fytosanitair beleid      | Moeilijk om aan te nemen       | Aanpassingen nodig         | Aanpassingen nodig         | Aanpassingen nodig         | Veel aanpassing vereist    | Veel aanpassing vereist    | 9.3.2006           | 28.4.2006          | 21.06.2013         | –                  | 30.6.2010         | –                    |
| 13. Visserij                                                  | Moeilijk om aan te nemen       | Aanpassingen nodig         | Aanpassingen nodig         | Aanpassingen nodig         | In vroeg stadium           | In vroeg stadium           | 24.2.2006          | 31.3.2006          | 11.12.2006         | –                  | –                 | –                    |
| 14. Vervoersbeleid                                            | Veel aanpassing vereist        | Veel aanpassing vereist    | Veel aanpassing vereist    | Aanpassingen nodig         | Aanpassingen nodig         | Aanpassingen nodig         | 26.6.2006          | 28.9.2006          | 11.12.2006         | –                  | –                 | –                    |
| 15. Energie                                                   | Veel aanpassing vereist        | Aanpassingen nodig         | Aanpassingen nodig         | Aanpassingen nodig         | Aanpassingen nodig         | Aanpassingen nodig         | 15.5.2006          | 16.6.2006          | 8.12.2009          | –                  | –                 | –                    |
| 16. Belasting                                                 | Veel aanpassing vereist        | Aanpassingen nodig         | Aanpassingen nodig         | Aanpassingen nodig         | Aanpassingen nodig         | Aanpassingen nodig         | 6.6.2006           | 12.7.2006          | 21.06.2013         | –                  | 30.6.2009         | –                    |
| 17. Economisch en monetair beleid                             | Veel aanpassing vereist        | Globaal in lijn met acquis | Globaal in lijn met acquis | Globaal in lijn met acquis | Aanpassingen nodig         | Aanpassingen nodig         | 16.2.2006          | 23.3.2006          | 25.06.2007         | –                  | –                 | –                    |
| 18. Statistiek                                                | Veel aanpassing vereist        | Aanpassingen nodig         | Globaal in lijn met acquis | Globaal in lijn met acquis | Aanpassingen nodig         | Aanpassingen nodig         | 19.6.2006          | 18.7.2006          | 21.06.2013         | –                  | 25.6.2007         | –                    |
| 19. Sociaal beleid en werkgelegenheid                         | Veel aanpassing vereist        | Veel aanpassing vereist    | Veel aanpassing vereist    | Aanpassingen nodig         | Aanpassingen nodig         | Aanpassingen nodig         | 8.2.2006           | 22.3.2006          | 21.06.2013         | –                  | –                 | –                    |
| 20. Ondernemings- & industriebeleid                           | No major difficulties expected | Globaal in lijn met acquis | Globaal in lijn met acquis | Globaal in lijn met acquis | Globaal in lijn met acquis | Globaal in lijn met acquis | 27.3.2006          | 5.5.2006           | 21.06.2013         | –                  | 29.3.2007         | –                    |
| 21. Trans-Europese Netwerken                                  | Veel aanpassing vereist        | Aanpassingen nodig         | Aanpassingen nodig         | Globaal in lijn met acquis | Vergevorderd               | Vergevorderd               | 30.6.2006          | 29.9.2006          | 21.06.2013         | –                  | 19.12.2007        | –                    |
| 22. Regionaal beleid en coördinatie van structuurinstrumenten | Veel aanpassing vereist        | Aanpassingen nodig         | Aanpassingen nodig         | Aanpassingen nodig         | Aanpassingen nodig         | Aanpassingen nodig         | 11.9.2006          | 10.10.2006         | 25.06.2007         | 12.02.2013         | –                 | –                    |
| 23. Rechterlijke macht en fundamentele rechten                | Veel aanpassing vereist        | Veel aanpassing vereist    | Veel aanpassing vereist    | Aanpassingen nodig         | Veel aanpassing vereist    | Veel aanpassing vereist    | 7.9.2006           | 13.10.2006         | 8.12.2009          | –                  | –                 | –                    |
| 24. Justitie, vrijheid en veiligheid                          | Veel aanpassing vereist        | Veel aanpassing vereist    | Aanpassingen nodig         | Aanpassingen nodig         | Aanpassingen nodig         | Aanpassingen nodig         | 23.1.2006          | 15.2.2006          | 8.12.2009          | –                  | –                 | –                    |
| 25. Wetenschap en onderzoek                                   | No major difficulties expected | Hoofdstuk afgerond         | Hoofdstuk afgerond         | Hoofdstuk afgerond         | Hoofdstuk afgerond         | Hoofdstuk afgerond         | 20.10.2005         | 14.11.2005         | 21.06.2013         | –                  | 12.6.2006         | 12.6.2006            |
| 26. Onderwijs en cultuur                                      | Aanpassingen nodig             | Aanpassingen nodig         | Aanpassingen nodig         | Aanpassingen nodig         | Aanpassingen nodig         | Aanpassingen nodig         | 26.10.2005         | 16.11.2005         | 8.12.2009          | –                  | –                 | –                    |
| 27. Milieu                                                    | Niet te verenigen met acquis   | In vroeg stadium           | In vroeg stadium           | In vroeg stadium           | Aanpassingen nodig         | Veel aanpassing vereist    | 3.4.2006           | 2.6.2006           | 21.06.2013         | –                  | 21.12.2009        | –                    |
| 28. Bescherming consumenten en volksgezondheid                | Aanpassingen nodig             | Aanpassingen nodig         | Aanpassingen nodig         | Aanpassingen nodig         | Globaal in lijn met acquis | Globaal in lijn met acquis | 8.6.2006           | 11.7.2006          | 21.06.2013         | –                  | 19.12.2007        | –                    |
| 29. Douane-unie                                               | Geen obstakels verwacht        | Globaal in lijn met acquis | Globaal in lijn met acquis | Globaal in lijn met acquis | Globaal in lijn met acquis | Globaal in lijn met acquis | 31.1.2006          | 14.03.2006         | 11.12.2006         | –                  | –                 | –                    |
| 30. Buitenlandse betrekkingen                                 | Geen obstakels verwacht        | Globaal in lijn met acquis | Globaal in lijn met acquis | Globaal in lijn met acquis | Globaal in lijn met acquis | Globaal in lijn met acquis | 10.7.2006          | 13.9.2006          | 11.12.2006         | –                  | –                 | –                    |
| 31. Buitenlands, veiligheids- en defensiebeleid               | Aanpassingen nodig             | Aanpassingen nodig         | Aanpassingen nodig         | Globaal in lijn met acquis | Aanpassingen nodig         | Aanpassingen nodig         | 14.9.2006          | 6.10.2006          | 8.12.2009          | –                  | –                 | –                    |
| 32. Financiële controle                                       | Aanpassingen nodig             | Aanpassingen nodig         | Aanpassingen nodig         | Aanpassingen nodig         | Globaal in lijn met acquis | Globaal in lijn met acquis | 18.5.2006          | 30.6.2006          | 21.06.2013         | –                  | 26.7.2007         | –                    |
| 33. Financiële en budgettaire bepalingen                      | Geen obstakels verwacht        | Aanpassingen nodig         | Aanpassingen nodig         | Aanpassingen nodig         | In vroeg stadium           | Veel aanpassing vereist    | 6.9.2006           | 4.10.2006          | 25.06.2007         | –                  | –                 | –                    |
| 34. Instellingen                                              | Niets om aan te nemen          | Niets om aan te nemen      | Niets om aan te nemen      | Niets om aan te nemen      | Niets om aan te nemen      | Niets om aan te nemen      | –                  | –                  | –                  | –                  | –                 | –                    |
| 35. Andere kwesties                                           | Niets om aan te nemen          | Niets om aan te nemen      | Niets om aan te nemen      | Niets om aan te nemen      | Niets om aan te nemen      | Niets om aan te nemen      | –                  | –                  | –                  | –                  | –                 | –                    |
| Voortgang                                                     |                                |                            |                            |                            |                            | –                          | 33 van de 33       | 33 van de 33       |                    | 2 van de 33        | 13 van de 33      | 1 van de 33          |

1. 1 2 3 4 5 6 7 8  De Europese raad bevroor in 2006 het openen van acht hoofdstukken om haar weigering Grieks-Cypriotische vliegtuigen en boten te accepteren.
2. 1 2 3 4 5 6  Sommige hoofdstukken zijn geblokkeerd door Cyprus.
3. 1 2 3  Hoofdstukken geblokkeerd door Frankrijk.

## Geopolitieke aspecten
Met de groeiende economische en politieke macht van Turkije rijst de vraag of het land eenzelfde invloedssfeer nastreeft als zijn voorganger. De geopolitieke consequenties hiervan hebben invloed op het Turkse toetredingsproces. Dit vanwege de militair en economisch strategische ligging van Anatolië tussen Europa, Noord-Afrika, het Midden-Oosten, Centraal-Azie, de Kaukasus en Rusland. Voorstanders beargumenteren dat de geschiedenis van de Turken de Europese invloed zal versterken in het Midden-Oosten en Centraal-Azië, terwijl tegenstanders het als een bevestiging zien van de afstand tussen de Turken en de rest van Europa. De vraag of de EU moet uitgroeien tot een supermacht, met een voet in het Midden-Oosten, werpt fundamentele vragen op over de aard van de Unie zelf. Sommige mensen die belangrijk zijn geweest voor de vorming van de EU, zoals enkele personen binnen de "wijze raad van Europa", beargumenteren dat het hele project zal gedoemd zijn te falen mocht Turkije worden afgewezen.

### Energie en water
Turkije is voor de EU een belangrijke doorvoerhaven van olie en gas uit Irak, Iran en Azerbeidzjan. Pijpleidingen vanaf de Golfstaten en vanuit Centraal-Azie door de Kaspische Zee waren in 2011 in de planningsfase en daarnaast hadden ook Rusland en Israël interesse in pijpleidingen door Turks grondgebied. Toen ging zo'n 10 procent van alle olietransporten wereldwijd door Turkije. Bij toetreding van Turkije zou de EU in haar energiebehoefte minder afhankelijk worden van Rusland. Tevens was Turkije bezig om binnen zijn eigen grondgebied olie- en gaswinning te kunnen realiseren. Ook begon het land samen met Azerbeidzjan in 2012 met de aanleg van een nieuwe gaspijpleiding die de Kaspische velden direct moest verbinden met gebruikers in de EU, in eerste instantie in Griekenland en Bulgarije.
Het energievraagstuk heeft ook politieke kanten. De Turkstalige Centraal-Aziatische landen zijn voor hun inkomen momenteel volledig afhankelijk van de export van olie en gas naar Europa via oude Russische pijpleidingen. Door deze landen via nieuwe pijpleidingen onafhankelijk te maken van Moskou zouden zij volgens sommigen meer beïnvloedbaar worden door de EU. Het zou het democratiseringsproces er kunnen versnellen.
Delen van Turkije ontvangen veel regen, en het land heeft controle over de waterwegen die het Turkse grondgebied verlaten. Op die manier kan Turkije een bijdrage leveren aan zoetwatertekorten in andere landen in het oostelijke Middellandse Zeegebied zoals Cyprus en Griekenland.

### Democratie
Hoewel de EU en Turkije op punten van mening verschillen, staat het seculiere Turkije lijnrecht tegenover het Iraanse model. Door de ontwikkeling en eventuele toetreding van Turkije zou de aantrekkelijkheid van het Iraanse theocratische model in het Midden-Oosten afnemen. Volgens sommige analisten is dit in feite al gebeurd aangezien islamistische partijen in Noord-Afrika zich meer hebben gematigd sinds het begin van de Arabische Lente, en premier Erdogan zich steeds kritischer uitlaat richting Syrië en Iran. Ook buiten de Arabische wereld kan Turkije een bijdrage leveren aan de verspreiding van de kernwaarden van de Europese Unie, zoals binnen de onlangs opgerichte Turkse Raad. Ook dit is in feite al aan de gang. Turkije hielp in 2010 etnische onrust in Kirgizië te bekoelen, en de Turkse seculiere wetgeving was voor het land een bron van inspiratie voor hun eigen eerste democratische grondwet.

### Militair
Turkije is de 7e legermacht in de wereld, en een van de grootste van Europa. In feite is Turkije al militair verbonden met de meeste EU-leden via de NAVO en heeft het in die hoedanigheid bijgedragen aan de veiligheid van Europa in onder andere Bosnië en Afghanistan. Turkije was militair gezien voor Europa met name belangrijk door zijn lange grens met de Sovjet-Unie. In Zuidoost-Anatolië stonden voor lange tijd atoombommen gericht op Rusland, als onderdeel van de Koude Oorlog. Deze langeafstandsraketten moesten stiekem worden verwijderd nadat de Russen dreigden een eigen lanceerbasis op Cuba neer te zetten. Turkije is echter binnen de NAVO een belangrijk partner gebleven. Turkije controleert internationaal vaarwater tussen de Zwarte Zee en de Middellandse Zee, dit is voor de EU voornamelijk van belang wat betreft de acties van de Russische marine. Ook de radar-onderdelen van het NAVO raketschild staan sinds 2011 in Turkije opgesteld. Rusland en Iran zien dit als een herstart van de koude-oorlog en dreigden hun raketten weer op het westen te richten.
Vanuit strategisch oogpunt is Anatolië interessant als buffer tussen het Midden-Oosten en Europa. Turkije kan pas toetreden als de Koerdische kwestie is opgelost en de vrede in de grensregio met Syrië en Irak is hersteld. Een stabiel Europees Turkije vermindert volgens voorstanders het risico op onrust in de buurlanden.

### Vluchtelingencrisis
De Europese vluchtelingencrisis vanaf 2013 veroorzaakte een sterke toename van het aantal vluchtelingen dat vanuit Turkije de oversteek waagde naar de Griekse eilanden en Bulgarije. Om dit te voorkomen, werden met Turkije onderhandelingen aangeknoopt, die op 29 november 2015 leidden tot een voorlopig akkoord.

## Belangrijke vraagstukken omtrent toetreding
Er zijn enkele vraagstukken die de toetreding van Turkije tot de EU in de weg staan. Hoewel deze issues op zich geen criteria voor toetreding zijn, hebben verscheidene Europese landen en politici, en in sommige gevallen uiteindelijk zelfs het Europese Parlement, kenbaar gemaakt dat deze problemen doorslaggevend kunnen zijn voor de toetreding van Turkije en zelfs voor de onderhandelingen daarover.

### Verdeling van Cyprus
De Turkse regering erkent de onafhankelijkheid van EU-lid Grieks-Cyprus niet. Het land houdt de lijn aan dat het conflict tussen het Griekse en Turkse deel van het eiland had moeten worden opgelost voordat Grieks-Cyprus toe had kunnen treden tot de Unie. Turkije steunde, net zoals de Turks-Cypriotische bevolking de hereniging van het eiland tijdens het referendum, dat door de Griekse bevolking werd verworpen. Turkije heeft aangegeven dat het zijn positie enkel wil herzien als de EU Turks-Cyprus uit zijn economische blokkade haalt (zoals het land eerder is beloofd door de Europese Commissie), of als er een schikking wordt getroffen tussen beide partijen. Turkije houdt tevens vast aan zijn garanteurstatus over de Turkse bevolking in Cyprus en heeft daarom enkele legereenheden op en rond het eiland. In 2011 gaf Turkije aan dat het niet zou kunnen onderhandelen met de EU onder Grieks-Cypriotisch voorzitterschap. Ook gingen beide landen proefboringen doen rond het eiland voor mogelijke gasexploitatie. De Turkse regering weersprak verdeling van de oostelijke Middellandse Zee tussen Cyprus en Israël en eiste dat baten in de zee van Cyprus ook ten goede moeten komen van de Turkse bevolking van het eiland. De Europese commissie riep de Grieks-Cyprioten hierna op om met de Turken om de tafel te gaan om de verdeling van gasbaten vast te leggen. De Grieks-Cyprioten hebben deze Europese aanmaning echter genegeerd. Grieks-Cyprus is een van de landen die de toetreding van Turkije tot de EU tegenwerken omdat zij de bezetting van Noord-Cyprus door Turkije als onrechtmatig achten.

#### Douanewet en Cyprus
Op 29 juli 2005 heeft Turkije een nieuw verdrag inzake de Douane-unie met de EU ondertekend, waarmee het verdrag met de tien nieuwe lidstaten van de EU (onder andere de Cypriotische Republiek) breder is geworden. De EU besloot hierop de handelsblokkade van Noord-Cyprus op te heffen omdat het land anders in isolement zou blijven, terwijl het vooruitzicht op toetreding tot de EU al was gegeven.
Turkije erkent de Cypriotische Republiek echter nog steeds niet formeel en zoekt naar mogelijkheden onder de VN een oplossing te vinden voor het conflict op het eiland. Kofi Annan had een plan gemaakt, het zogeheten Annanplan, dat als beide groepen het ermee eens waren voor hereniging zou zorgen. Cyprus zou dan in zijn geheel toetreden tot de EU. De Turkse bevolking stemde massaal voor het plan, maar meer dan 70% van de Griekse bevolking stemde tegen, wat ervoor zorgde dat enkel Grieks-Cyprus toetrad tot de EU.
De EU heeft dit besluit echter, hoewel het later nogmaals is genomen, nooit in de praktijk gebracht.
In deze context weigert de Turkse natie de door haar in 2005 ondertekende verdragsaanvullingen op de douane-unie ten volle te respecteren, met name met betrekking tot Cypriotische vliegtuigen en schepen die Turkije, in tegenstelling tot de door dit land ondertekende verdragen, niet tot zijn havens wil toelaten. Turkije stelt als eis dat de Europese Unie de handel met Noord-Cyprus hervat, zoals de Europese Unie eerder heeft toegezegd. De huidige regeringen van Cyprus voeren sinds 2008 onderhandelingen over hereniging, maar daar lijkt weinig vooruitgang in geboekt te worden. Hoewel er in 2010 historische omstandigheden zijn, waarin alle partijen voorstander zijn van hereniging, is het nog niet gelukt om tot overeenstemming te komen. Wel erkent de EU een Turks-Cypriotisch instituut dat schadevergoedingen uitdeelt aan Grieks-Cyprioten voor verloren bezittingen, hiermee worden duizenden schadeclaims richting Turks-Cyprus voorkomen. Voorafgaande aan de presidentsverkiezingen van Turks-Cyprus in 2010 werd rekening gehouden met een nieuwe tegenslag in de onderhandelingen, als de verzoeningsgezinde Talat verliezen. De EU besluit in 2010 dan ook voor de vierde keer de handelsblokkade op Turks-Cyprus op te heffen. Het lijkt een gebaar te zijn naar de Turks-Cyprioten om de herenigingsgezinde Talat te herverkiezen. Het heeft niet beoogde effect, want de nationalistische Derviş Eroğlu wint deze verkiezingen, door onvrede onder de Turks-Cyprioten over de trage gang van de onderhandelingen met het zuiden. Eroğlu heeft na zijn verkiezing bekendgemaakt dat de onderhandelingen direct zouden doorgaan. Het eerste bedrijf dat de handelsblokkade van Turks-Cyprus in 2010 doorbreekt is de Nederlandse luchtvaartmaatschappij Corendon. Het is de eerste niet-Turkse luchtvaartmaatschappij die reguliere vluchten gaat maken naar Turks-Cyprus, voorlopig met 1-minuut-stops in Antalya omdat Turks-Cyprus niet officieel erkend wordt en er vanuit bijvoorbeeld Nederland geen vliegroute mogelijk is. Grieks-Cyprus en Griekenland reageren furieus op de beslissing om de handelsblokkade van Turks-Cyprus versneld af te breken.

### Betrekkingen met Griekenland
Turkije en Griekenland hebben in het verleden problemen gehad met betrekking tot het gebruik van elkaars luchtruim. Dit leidde zelfs tot een ongeluk, waarbij een Griekse en een Turkse straaljager op elkaar botsten en de Griekse piloot om het leven kwam.
Buurlanden van Griekenland, waaronder Turkije, beschuldigen het land ervan zijn etnische minderheden te ontkennen. Zo wordt in Griekenland niet gesproken over Turkse Grieken, maar over Griekse moslims. De Turkse Grieken konden in Griekenland tot 1991 geen huizen of grond kopen of verkopen. Ook mochten ze hun huizen en moskeeën niet restaureren en konden zij geen rijbewijs voor tractoren en auto's bemachtigen. In Turkije worden soms historische religieuze plaatsen, zowel christelijk als islamitisch, aangewezen als nationaal monument. In die hoedanigheid is het verboden om er een religieuze dienst te houden, vanwege het strenge seculiere karakter van de Turkse staat. Dit belemmert Grieken in Turkije om hun godsdienst te belijden. In reactie hierop heeft de Turkse regering besloten op dit soort plekken één keer per jaar een religieuze dienst toe te staan. In september 2011 maakt de Turkse overheid bekend dat het religieuze minderheden een jaar de tijd geeft om onteigende bezittingen terug te vragen, het betreft hier onder andere enkele tientallen Griekse kerken, huizen en ook andere gebouwen als scholen en kloosters.
Andere problemen tussen de twee landen hebben betrekking op bijvoorbeeld de vermeende Griekse Genocide, die gelijktijdig plaats zou hebben gevonden met de Armeense Genocide, maar ook op de steun van de Griekse junta voor de coup in Cyprus door de EOKA, waar werd geprobeerd om Cyprus bij Griekenland aan te sluiten.
Een omstreeks 2015 ontstaan thema is het verschil van inzicht over de behandeling van vluchtelingen. Griekenland beweert dat Turkije weinig tot niets zou doen om de stroom van vluchtelingen, die via de Turkse kust naar Griekse eilandjes zwemmen of varen, tegen te houden. Griekenland treedt de rechten van vluchtelingen geregeld met de voeten en dwingt hen soms terug de grens naar Turkije over of steekt hun boten lek.
Sinds het aantreden van de Socialistische premier Papandreou in 2009 in Griekenland is de relatie tussen de twee landen aanzienlijk verbeterd. Zijn eerste buitenlandse reis als premier was dan ook naar Turkije. In 2010 gaan Nederland en het Verenigd Koninkrijk Turkije helpen om de asielprocedure en asielzoekerscentra te moderniseren. Van EU-geld worden twee nieuwe centra gebouwd die ervoor moeten zorgen dat asielzoekers in Turkije blijven en niet verder Europa ingaan. Griekenland en Turkije hebben ook besloten om samen te gaan werken om de asielzoekersaantallen terug te dringen. De EU had eerder op aandringen van Griekenland besloten dat Turkije als niet EU-lid verantwoordelijk was om asielzoekers uit Griekenland terug te nemen, maar Griekenland erkent nu dat het asielzoekersprobleem een gezamenlijk probleem is van Turkije en de EU, aangezien Turkije in de laatste jaren ook een grote bestemming is geworden voor asielzoekers in plaats van een doorgang naar Europa.
Turkije en Griekenland bevinden zich, zeker sinds de Turkse invasie van Cyprus, in een wapenwedloop. Om de Turken, die een veel groter BNP hebben, bij te blijven geeft Griekenland een buitenproportioneel groot deel van zijn overheidsbudget uit aan defensie. Dit is mede de reden geweest voor de falende Griekse economie. In maart 2010 beschuldigt Turkije Frankrijk en Duitsland ervan de Grieken nieuw duur defensiematerieel te verkopen, terwijl de Griekse economie enorme problemen kent. Vlak hierna bracht de Griekse minister van Buitenlandse Zaken een bezoek aan Turkije. Er werd besloten om een strategisch partnerschap te sluiten dat onder andere defensie-uitgaven in beide landen omlaag moet brengen. Om betere samenwerking tussen de twee landen te stimuleren werd een gezamenlijke ministerraad met 10 ministers uit beide landen opgezet.

### De Armeense Genocide en de relatie met Armenië
De Turkse regering ontkent de moord op meer dan 1,5 miljoen Armeniërs in het Ottomaanse Rijk, oftewel de genocide ten tijde van de Eerste Wereldoorlog. Erkend wordt wel dat er honderdduizenden Armeniërs zijn gestorven tijdens gedwongen verhuizingen, ofwel door honger, kou, ziekten of moord, maar het woord genocide is taboe, aangezien dat impliceert dat de moorden van bovenaf gedirigeerd waren. Aan de gedwongen islamisering van Armeense vrouwen, jongens en meisjes is nog niet genoeg aandacht besteed in de diverse media.
In het verleden werden Turkse burgers regelmatig veroordeeld voor het benoemen van de Armeense genocide, maar dat nam in het begin van de 21e eeuw af, hoewel men er nog steeds voor kan worden vervolgd (zie Artikel 301). De vervolging van Orhan Pamuk vanwege uitspraken in een interview omtrent de Ottomaanse genocide op de Armeense, Griekse en Aramese christenen in 1915 was hier een voorbeeld van. De Nederlandse staatssecretaris Nicolaï zei hierover dat bij een veroordeling de Europese onderhandelingen met Turkije niet ongestoord voort kunnen gaan. Op 22 januari 2006 werd bekend dat de Turkse justitie afzag van vervolging. Erdogan bood in 2005 aan om historici van Armeense, Turkse en internationale origine gezamenlijk onderzoek te laten doen naar de gebeurtenissen maar dit voorstel werd afgewezen door de Armeense minister van Buitenlandse Zaken.
Kort na de val van de Sovjet-Unie brak er een oorlog uit tussen Armenië en Azerbeidzjan om de voornamelijk door Armenen bevolkte Azerbeidzjaanse deelrepubliek Nagorno-Karabach, die zich in 1991 onafhankelijk had verklaard. Nagorno-Karabach had door de oorlog ook omliggend gebied onder controle gekregen. Zo'n 800.000 Azerbeidzjaanse inwoners - ongeveer 10% van de totale Azerbeidzjaanse bevolking -, moesten vluchten voor het etnisch geweld.
Als reactie op de oorlog sloot Turkije, uit solidariteit met Azerbeidzjan, de grens met Armenië en verbrak alle diplomatieke betrekkingen met het land. De gesloten grens met Turkije en Azerbeidzjan heeft ervoor gezorgd dat Armenië sindsdien een van de armste landen in de regio is geworden. Armenië heeft daarnaast traditioneel een sterke band met Rusland. Turkije heeft jarenlang als eis voor de normalisering van de omgang met Armenië gesteld dat het probleem rond Nagorno-Karabach eerst opgelost moest worden. In 2009 leek er vooruitgang te zijn in de gesprekken tussen Armenië en Azerbeidzjan, waarop Turkije begon met het onderhandelen met Armenië over een normaliseringsverdrag. Op 10 oktober 2009 ondertekenden de Armeense en Turkse ministers van Buitenlandse Zaken een verdrag dat onder andere de normalisering van de relatie tussen Armenië en Turkije, de opening van de grens en het instellen van een gezamenlijk onderzoek naar de gebeurtenissen van 1915 omvatte. Twee jaar later was het verdrag nog altijd niet door de nationale parlementen goedgekeurd, en kwamen de onderhandelingen op een laag vuurtje nadat beide regeringen felle binnenlandse kritiek te verduren kregen over de overeenkomst.

### De Koerdische kwestie
Sinds het ontstaan in de jaren 80 van de Koerdische Arbeiderspartij (PKK) was het zuidoosten van het land jarenlang het toonbeeld van acties tegen het Turkse leger. De PKK streed voor een onafhankelijk Koerdistan, gedeeltelijk op Turks grondgebied. Tegenwoordig streeft de partij naar culturele en politieke rechten en zelfbeschikking voor de Koerden in Turkije. Pas na de arrestatie in 1999 van Abdullah Öcalan, de leider van de PKK, kwam het gebied weer enigszins tot rust; van guerrilla-oorlogvoering ging de PKK over op het gebruik van bommen op voornamelijk politie en militairen.
De Koerdische onvrede komt voort uit de achtergestelde positie die zij in de maatschappij hebben, waar zij lange tijd werden weggezet als bergturken. Hoewel er vele ministers, rechters, schrijvers, muzikanten, journalisten en zelfs presidenten van Koerdische afkomst zijn, zijn dingen als het onderwijzen van Koerdisch lang verboden geweest. Sinds het aantreden van de AKP zijn er echter veel dingen veranderd, zo is het onderwijs van en in de Koerdische taal niet langer verboden, is er een staatszender in het Koerdisch en een Koerdische politieke partij. De Turkse tv-associatie heeft restricties aan het gebruik van andere talen dan het Turks opgeheven, waardoor commerciële zenders nu legaal 100% in een andere taal kunnen uitzenden, zonder de verplichting te hebben Turkse ondertitels bij te voegen.
Vooral sinds 2009 is de Turkse regering actief bezig geweest om het probleem van de Koerdische minderheid op te lossen, zo wordt de Koerdische politieke partij DTP voor het eerst meegenomen op buitenlandse reizen van het parlement en mogen dorpen hun oorspronkelijke Koerdische naam weer terugkrijgen. Hoewel Koerdische media de vernieuwde aandacht erkennen, benadrukken zij dat er nog steeds grote obstakels zijn; zo zijn er grote demonstraties geweest in Turkije, waarbij Koerden de regering opriepen de roadmap to peace die de PKK-leider Öcalan in 2009 vanuit de gevangenis schreef openbaar te maken.
In 2009 kondigde de PKK aan dat het de gewapende strijd wilde opgeven en 'vredesbrigades' de grens over ging sturen om de democratische oplossing voor het conflict, die de Turkse regering ingezet had, te steunen. De eerste brigade, 8 PKK-strijders en 26 Koerdische Turkse burgers die in de jaren 90 naar Irak waren gevlucht, stak op 19 oktober de grens over vanuit Irak en werd door duizenden Turkse Koerden met Koerdische vlaggen ontvangen. De PKK-strijders werden direct na het betreden van Turkse grond vastgezet en vier aanklagers die naar de grens waren gestuurd moesten bepalen of de PKK-strijders schuldig waren aan misdaden en of ze moesten worden gearresteerd. Een dag na hun binnenkomst in Turkije werden echter alle PKK-strijders door de rechtbank in vrijheid gesteld De volgende dag organiseert de Koerdische Partij DTP in Diyarbakır een welkomstfeest voor de PKK-strijders waar duizenden Koerden op afkomen. Dit zorgt voor grote verontwaardiging onder de Turkse politici en burgers. De DTP werd later in 2009 veroordeeld omdat het zich niet genoeg zou hebben gedistantieerd van de PKK-beweging. De meeste parlementsleden van de DTP bleven in het parlement en sloten zich aan bij de - in vooruitzicht op het verbod gecreëerde - BTP.
Voor de verkiezingen in 2011 neemt de Koerdische BTP een confronterende houding aan, nadat onderhandelingen zijn stil komen te liggen na enkele incidenten aan de Iraakse grens. De BTP stelt kandidaten verkiesbaar die in voorarrest zitten, en loopt hiermee het risico zetels kwijt te raken na de verkiezingen aangezien de Turkse militaire grondwet uit 1980 niet toestaat dat zij zich in het parlement voegen. Het is juist in het belang van de Koerdische partij om na de verkiezingen zo sterk mogelijk in het parlement aanwezig te zijn om invloed te houden op de nieuwe civiele grondwet en dit soort obstakels weg te nemen. Als na de verkiezingen de twee parlementsleden daadwerkelijk uit het parlement worden geblokkeerd door hun gerechtelijke veroordeling besluit de BTP het Turkse parlement volledig te boycotten; het richt een eigen Koerdisch parlement op; het Kurdistan Meclis dat vergadert in Diyarbakır. Hierdoor hebben de onderhandelingen over de nieuwe Turkse grondwet vertraging opgelopen. Vanuit de EU is afwijzend en verbaasd gereageerd op het besluit van de Koerdische partij om het Turkse parlement te boycotten. Vlak voor de eerste parlementaire sessie na de verkiezingen maakt de BTP echter bekend dat zij haar boycot van het Turkse parlement zal opgeven. Deze beslissing kwam nadat ook Koerdische organisaties zich tegen de boycot hadden uitgesproken
In 2010 en 2011 breekt de PKK haar staakt-het-vuren en hervat de strijd tussen de groepering en het Turkse leger. Met name aanslagen sinds de zomer van 2011 op soldaten, burgers en toeristen waarbij vele tientallen doden vallen zorgen voor onrust. De aanslagen vinden met name plaats in Koerdische steden. In 2011 neemt de PKK tientallen gijzelaars de grens met Irak over, waaronder 12 leraren. Het Turkse leger voert luchtaanvallen uit op Noord-Irak, met instemming van de Koerdische Autonome Regio. Ook Iran voert tegelijk acties uit tegen Koerdische rebellen in het gebied, maar de operaties lijken niet afgestemd. Turkije beschuldigt EU lidstaten, de VS en Israël van het herbergen, en in sommige gevallen bewapenen van de PKK. De Israëlische minister van Buitenlandse Zaken dreigde dat Israël de PKK actief zou gaan steunen in haar strijd tegen de Turkse staat. De premier van Israel en de PKK zelf nemen echter afstand van deze opmerkingen. De gewapende escalatie tussen de PKK en het Turkse leger kende zijn anticlimax in een Turkse bombardement langs de Iraakse grens waarbij 35 tieners omkwamen. Deze jongeren kwamen net terug van een smokkeltocht en werden door een onbemand vliegtuig gebombardeerd. De Turkse regering zag zich genoodzaakt verontschuldigingen en herstelbetalingen te doen, maar kreeg internationaal zware kritiek op het optreden.
Tijdens de eerste maanden van 2012 ging het overleg over een nieuwe civiele grondwet, ondanks de opgelopen spanningen, gewoon door. De Koerdische partij BDP is in de constitutionele commissie op gelijke voet vertegenwoordigd met andere de andere Turkse politieke partijen. De Europese Commissie benadrukte tijdens de aanloop naar de onderhandelingen herhaaldelijk het belang van een democratische oplossing van het Koerdische vraagstuk, en drong hier bij zowel de Turkse regering als de oppositie op aan. De BDP distantieert zich langzaam wat meer van de PKK en toont zich bereid tot compromissen. In april 2012 maakte de Turkse regering bekend dat het de Koerdische taal wil introduceren op de middelbare scholen als keuzevak. Enkele jaren eerder werd de taal voor het eerst op Turkse universiteiten onderwezen. Dit is een van de belangrijkste eisen van de Koerdische gemeenschap in Turkije. Daarnaast wil de Koerdische BDP dat de nieuwe Turkse grondwet de etnische diversiteit van Turkije benadrukt, en dat lokale overheden in het zuidoosten een vorm van bestuurlijke autonomie verschaft die vergelijkbaar is met die van de Spaanse autonome gebieden. De Nationalistische MHP, goed voor zo'n 13% van de stemmen, reageerde hierop met de eis dat in de nieuwe Turkse grondwet nadrukkelijk de eenheid van Turkije zal moeten erkennen. Beide partijen zullen waarschijnlijk echter blijven meewerken aan samenstelling van de nieuwe grondwet, evenals de regerende AKP en de seculiere CHP, gezien zij de verkennende fase inmiddels met succes hebben afgerond.
In maart 2013 riep Öcalan zijn aanhangers op de gewapende strijd te staken en vroeg de politici om over te nemen. De Turkse regering reageerde tevreden, maar afwachtend op de omzetting in daden.

### De rol van het leger

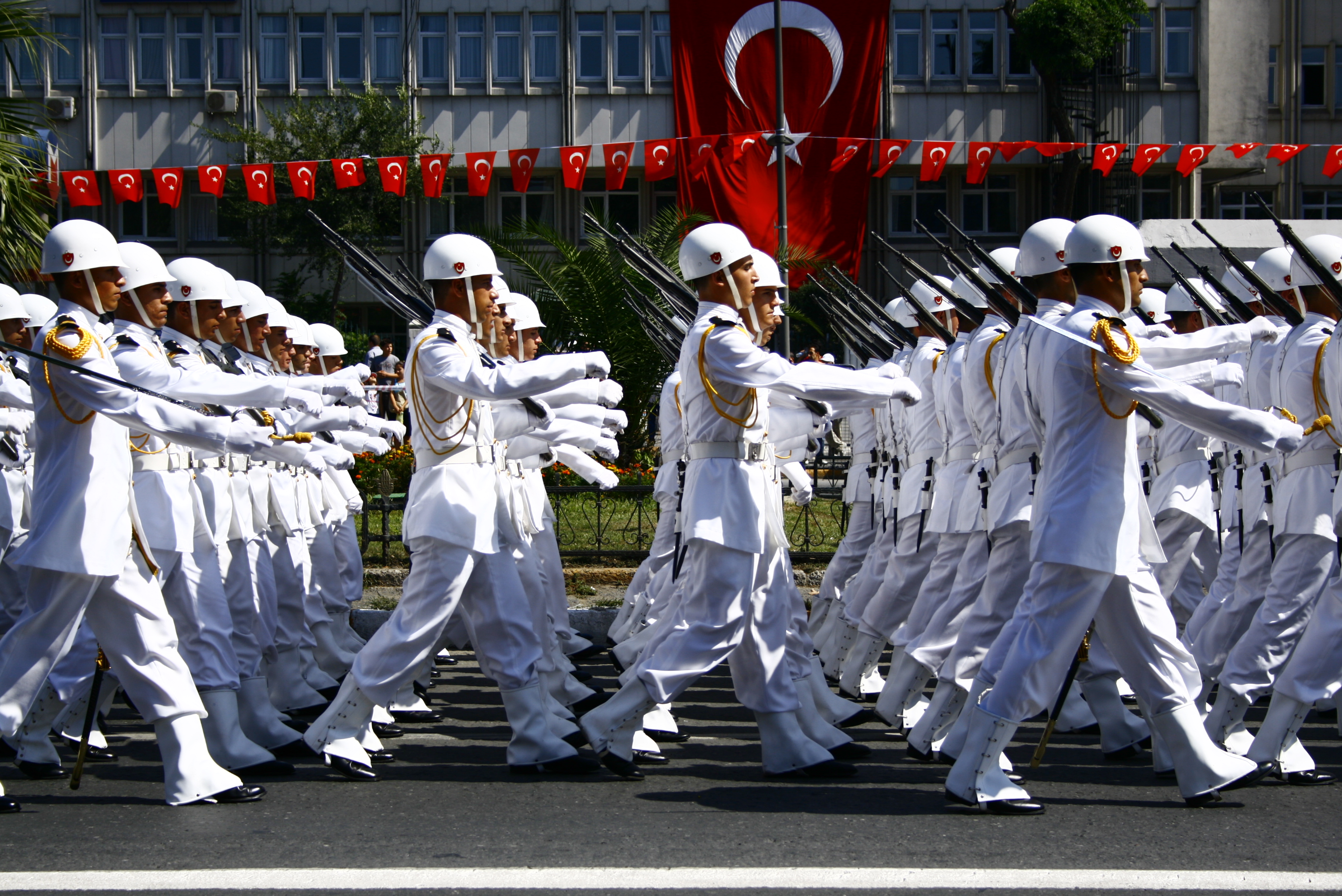
Het leger had tot voor kort grote politieke macht in Turkije.

De rol van het Turkse leger is in de binnenlandse politiek van Turkije altijd groot geweest. Het leger ziet zich als de hoeder van de seculiere staat en had een interne regulering die het in staat stelde de macht te grijpen als een politieke partij de seculiere staat dreigde aan te tasten. Het Turkse leger pleegde meermaals een coup (1960, 1971, 1980, 1997), en ook in de jaren na het beginnen van de onderhandelingen met de EU zijn actuele coupplannen boven water gekomen.
Naast een seculier karakter heeft het leger ook een uitgesproken nationalistisch, unitair en rechts karakter, waardoor het traditioneel op gespannen voet staat met liberale en socialistische bewegingen. Het links-rechts conflict in de jaren 70/80 was in Turkije zeer heftig en kostte aan duizenden mensen het leven. Het leger en de inlichtingendiensten van Turkije worden door linkse partijen ervan beschuldigd partij te hebben gekozen voor de nationalisten; zij zouden op een vergelijkbare wijze als in Italië vanuit de Operatie Gladio de politieke onrust hebben aangewakkerd. Na de staatsgreep van 1980, die volgens de generaals bedoeld was om aan dit conflict een eind te brengen, werden zo'n 600.000 mensen gearresteerd, waarvan 250.000 tot lange gevangenisstraffen of verbanning werden veroordeeld. Honderden, vooral linkse jongeren werden vermoord, en tienduizenden studenten, activisten, schrijvers en anderen werden gemarteld. De generaals maakten zich hierna onschendbaar door een militaire grondwet in te stellen, en lanceerden een oorlog tegen de PKK die feitelijk neer kwam op een campagne van verschroeide aarde langs de Syrische en Iraakse grens. Het verjoeg tienduizenden Koerden, Alevieten en Arameeërs naar andere delen van Turkije, of de grens over naar Irak, Syrië en Europa.
Het leger en de militaire grondwet zouden nog tot 2007 het land beheersen. In dat jaar probeerde de generaals de AKP van premier Erdogan te laten verbieden. Dit wordt ook wel de 'internetcoup' genoemd. Toen deze coup faalde in de rechtbank was de macht van het leger feitelijk gebroken. Volgens het Turkse OM waren de generaals echter niet bereid zich bij dit vonnis neer te leggen. Onder de naam Ergenekon zouden zij meerdere aanslagen beraamd hebben, met als doel chaos in het land te stichten en zo een coup te legitimeren. In 2011 werden enkele amendementen aan de Turkse grondwet per referendum door de bevolking aangenomen die het mogelijk maakte om voorheen onschendbare militairen te vervolgen voor hun misdaden. Inmiddels is tegen vrijwel alle nog levende coupleiders een rechtszaak ingesteld. Kenan Evren ontkent beweringen dat hij na de coup van 1980 enkel linkse mensen zou hebben laten vermoorden; 'we schoten er een links af en dan schoten we er een rechts af' verdedigde hij zichzelf. Anno 2012 zitten 250 militairen in voorarrest op verdenking bij betrokkenheid bij terroristische aanslagen en plannen daartoe. Zij worden onder andere verdacht van het plannen van een aanslag op de onderzeeboot in het Koc-museum in Istanboel. De explosieven die in de zomer van 2009 aangetroffen zijn op de duikboot hadden volgens aanklagers moeten afgaan op het moment dat er een klas niet-islamitische schoolkinderen op bezoek was in de duikboot. Dit had de Turkse bevolking ervan moeten overtuigen dat de AKP niets kon/wilde doen tegen de veronderstelde groei van extremistische islam in Turkije. Ook de moord op de Armeense journalist Hrant Dink en de moord op drie christenen die een Bijbeldrukkerij hadden worden gelinkt aan de ultranationalistische terreurorganisatie in de top van het Turkse leger. De organisatie zou verder door manipulatie van de media proberen het volk tegen de AKP-regering te doen keren. De Ergenekon rechtszaken worden door de EU als een kans gezien om de rechtspraak en democratie in Turkije te versterken. Wel dringt de EU er op aan dat ook terrorismeverdachten recht hebben op een eerlijk proces, en dat zij niet onnodig in hechtenis worden gehouden.
Dat het leger ondanks zijn grote bemoeienis in de nationale politiek zo populair blijft, is mede het gevolg van het nationalistische sentiment in Turkije. Het Turkse nationalisme wordt gevoed door het onderwijssysteem, dat Turken en moslims hoog aanschrijft en waar soms zelfs denigrerende of discriminerende opmerkingen jegens andere groepen in terug te vinden zijn.
Een ander struikelblok is het ontbreken van het recht op gewetensbezwaren tegen militaire dienst. In maart 2012 sprak een militaire rechter voor het eerst een dienstplichtige vrij die wegens dienstweigering was veroordeeld. In de EU zijn enkele honderdduizenden Turkse dienstweigeraars, waarvan een groot deel na de militaire coup van 1980 het land uit is gevlucht. Zij kunnen in veel gevallen niet terug naar Turkije dreigen hun erfrecht te verliezen.

### Godsdienstvrijheid

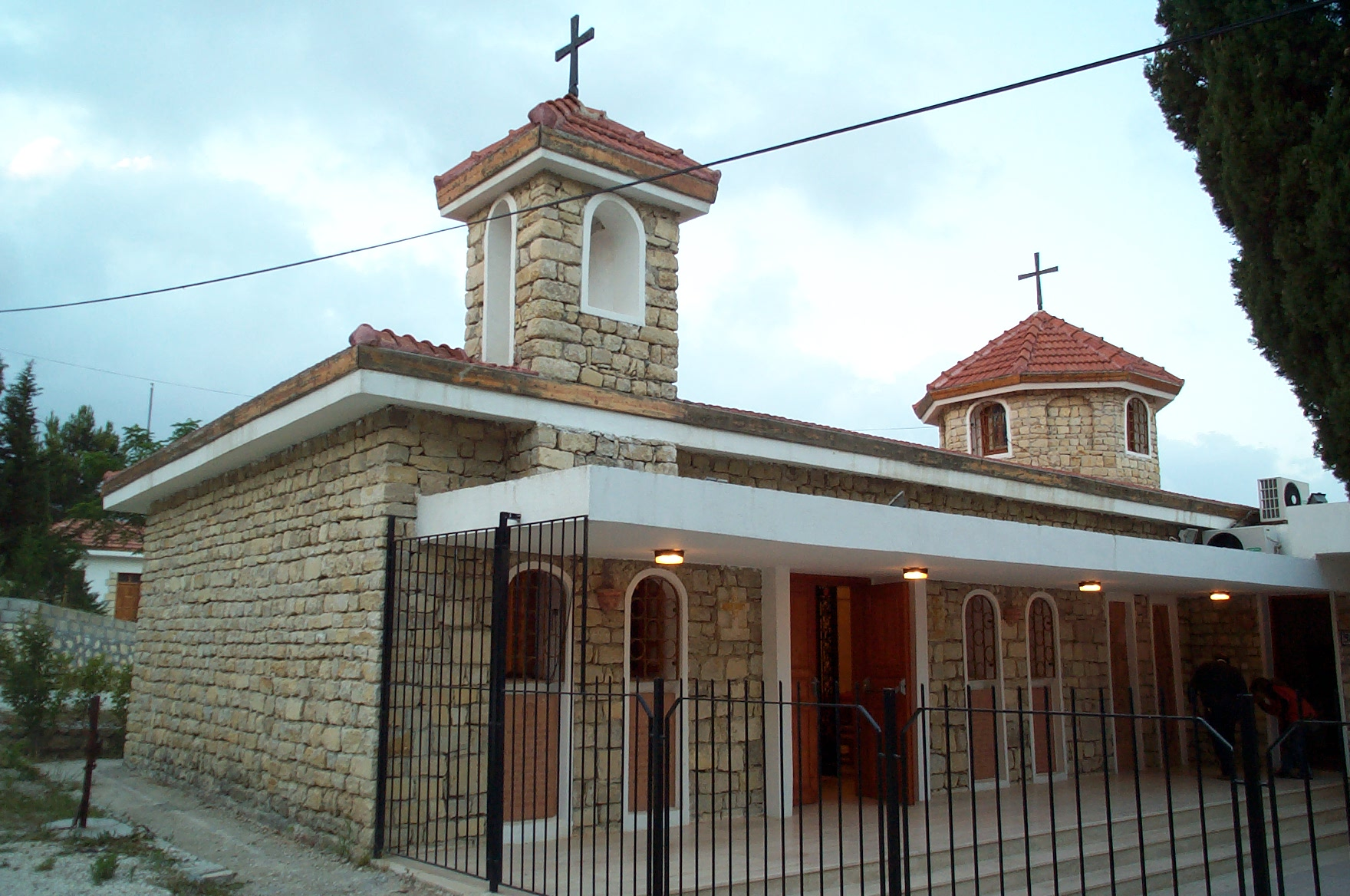
Een Armeens kerkje in Vakifli, het laatste christelijke Armeense dorp in Turkije.

Religieuze groeperingen van alle stromingen werden gedurende een groot deel van de 20e eeuw onderdrukt of achtergesteld door de streng secularistische Turkse staat. De Turkse wet erkent alleen de in het Verdrag van Lausanne vastgestelde religieuze minderheden, waaronder het jodendom, en de Grieks-Orthodoxe Kerk. Andere stromingen, zoals het alevitisme en kleinere christelijke groeperingen, hebben geen wettelijke erkenning en kunnen derhalve niet op staatssubsidies rekenen bij de bouw van gebedshuizen. Om toch een gebedshuis op te kunnen richten zijn religieuze organisaties afhankelijk van de erkenning als stichting. In meer liberale gemeenten werden op deze manier ook gedurende de 20e eeuw nog incidenteel kerken gebouwd. De grootste christelijke gemeenschappen in Turkije (Grieks, Armeens, Georgisch, Syrisch) zetten echter meer in op de teruggave van in beslag genomen kerkgebouwen. Naar eigen zeggen is dit ook de inzet van de Turkse overheid, hoewel deze zich voorbehoudt gebouwen die in het bezit van andere stichtingen zijn gevallen en in gebruik zijn (nog) niet over te dragen. De AKP nam enkele stappen om de rechten van minderheden te versterken zoals het toestaan van religieuze diensten in belangrijke religieuze musea, de teruggave van tientallen kerken en synagogen en het restaureren van kerkgebouwen en kloosters in Oost-Anatolië (met name Armeense). In 2011 maakte de Syrisch-Orthodoxe gemeenschap van Istanbul bekend dat zij toestemming hadden verkregen van de gemeente en de regering voor de bouw van een nieuwe kerk en op zoek was naar geschikte grond in de wijk Yeşilköy. In maart 2012 maakte premier Erdogan bekend dat het Griekse priesterseminaire op het eiland Halki nabij Istanbul binnen enkele maanden zal worden heropend. De Turkse regering maakte ook bekend dat het de Alevitische gebedshuizen wil gaan erkennen. Definitieve ontwikkelingen op dit gebied hangen samen met de nieuwe civiele grondwet die gedurende 2012 geschreven moet worden. Hiervoor zijn onder andere de Griekse, Armeense, Assyrische en Joodse gemeenschap uitgenodigd om deel te nemen aan de parlementaire commissie die deze samen zal stellen. Een week later mocht de leider van de Katholieke gemeenschap in Turkije ook een voordracht leveren in het parlement. In oktober 2012 diende de AKP een wetswijziging in die het voor gemeentes mogelijk maakt om de bouw en onderhoud van gebedshuizen te faciliteren en te financieren, ongeacht welke stroming zij aanhangen.

### Vrijheid van meningsuiting
De vrijheid van meningsuiting was in Turkije gedurende de gehele 20e eeuw vrijwel afwezig, maar heeft zich in het afgelopen decennium enigszins vrijgeworsteld aan de militaire grondwetten. Hoewel nog niet goed gecodificeerd kan men in Turkije tegenwoordig redelijk vrij uitspraken doen over voorheen controversiële onderwerpen als de Armeense Genocide, de dictatuur van Ataturk of de Koerdische kwestie. Nog in 2008 kon men voor uitlatingen over deze zaken gerechtelijk worden vervolgd (zie onder: Artikel 301). Op dit vlak loopt de Turkse samenleving dus vooruit op de Turkse regering. Volgens Noam Chomsky is Turkije het enige land in de wereld waar de intellectuelen al decennialang een continue strijd leveren voor de erkenning van historische nationale misdaden en het beëindigen van repressieve wetgeving.

#### Terrorismewet enpersvrijheid
Toch scoort het land al enkele jaren erg laag op internationale onderzoeken naar persvrijheid. In 2022 stond het land op plek 149 (van de 180 landen) in de World Press Freedom Index. Dit heeft volgens critici met name te maken met de strenge terrorismewetgeving die in Turkije geldt. Personen die moedwillig contact zoeken met terroristen of hun vertegenwoordigers worden snel als onderdeel van het netwerk gezien en kunnen tot lange gevangenisstraffen worden veroordeeld. Ook journalisten die zich volgens het OM te overduidelijk bemoeien met lopende zaken, door bijvoorbeeld correspondentie van verdachten te publiceren, lopen zelf tegen procedurele rechtszaken aan. Van de honderden rechtszaken die jaarlijks tegen journalisten, cartoonisten, politici en anderen in de publieke sfeer worden ingediend, worden de meeste direct of na enkele maanden geseponeerd. Toch legt dit volgens de EU in zulke mate druk op de maatschappij, dat het zeer contraproductief is.

#### Artikel 301
Dit artikel verbiedt het voor een Turk om de Turkse natie te beledigen. Het werd soms gebruikt door nationalistische advocaten om schrijvers en andere opiniemakers aan te klagen als zij zich kritisch uitlieten over historische en politieke gebeurtenissen. De wet is in 2008 aangepast zodat enkel met toestemming van de minister van Justitie nog mensen aangeklaagd kunnen worden. De Europese Unie noemde deze aanpassing van de wet een constructieve stap om de vrijheid van meningsuiting te garanderen

#### Mediastiltes
Vanaf 2011 legde de AKP soms mediastiltes op rond actuele zaken. Sinds het uitbreken van de Syrische burgeroorlog, de vredesonderhandelingen met de PKK en de toenemende spanningen en demonstraties in Turkije als gevolg daarvan, nemen deze mediarestricties sterk toe. In 2013 werden de restricties vrijwel dagelijkse praktijk; sinds de bomaanslagen in Reyhanlı (met ruim 50 doden de zwaarste aanslag ooit gepleegd in Turkije) mogen de reguliere media geen verslag doen van de honderden demonstraties die over het hele land tegen de regering plaatsvonden. Ook over de vele demonstraties die door heel het land plaatsvonden in de maanden hierna mocht geen verslag worden gedaan. Media die toch protesten in beeld brachten kregen boetes opgelegd, en duizenden journalisten werden ontslagen. Uit diverse gelekte telefoongesprekken bleek dat premier Erdogan zelf direct censuur oplegt aan de Turkse media; Erdogan belt persoonlijk naar de redacties om hen onder druk te zetten speeches van de oppositie niet uit te zenden, of om de lichtkrant aan te passen. Tevens bleek zijn zoon betrokken te zijn bij de censuur. Turkije was begin 2014 na China het land met de zwaarste internetcensuur, en dit lijkt enkel te verslechteren door een wet die de AKP in februari aan nam; deze wet geeft de regering het recht om binnen een paar uur elke website te blokkeren zonder tussenkomst van een rechter.

## Turkse bekommernissen
De Turkse regering en het Turkse parlement hebben zich in de afgelopen jaren ook kritisch geuit over bepaalde problemen die in de EU spelen en betrekking hebben op de EU-onderhandelingen of de situatie van de Turkse staatsburgers in de unie.

### Geweld tegen Turken in Europa

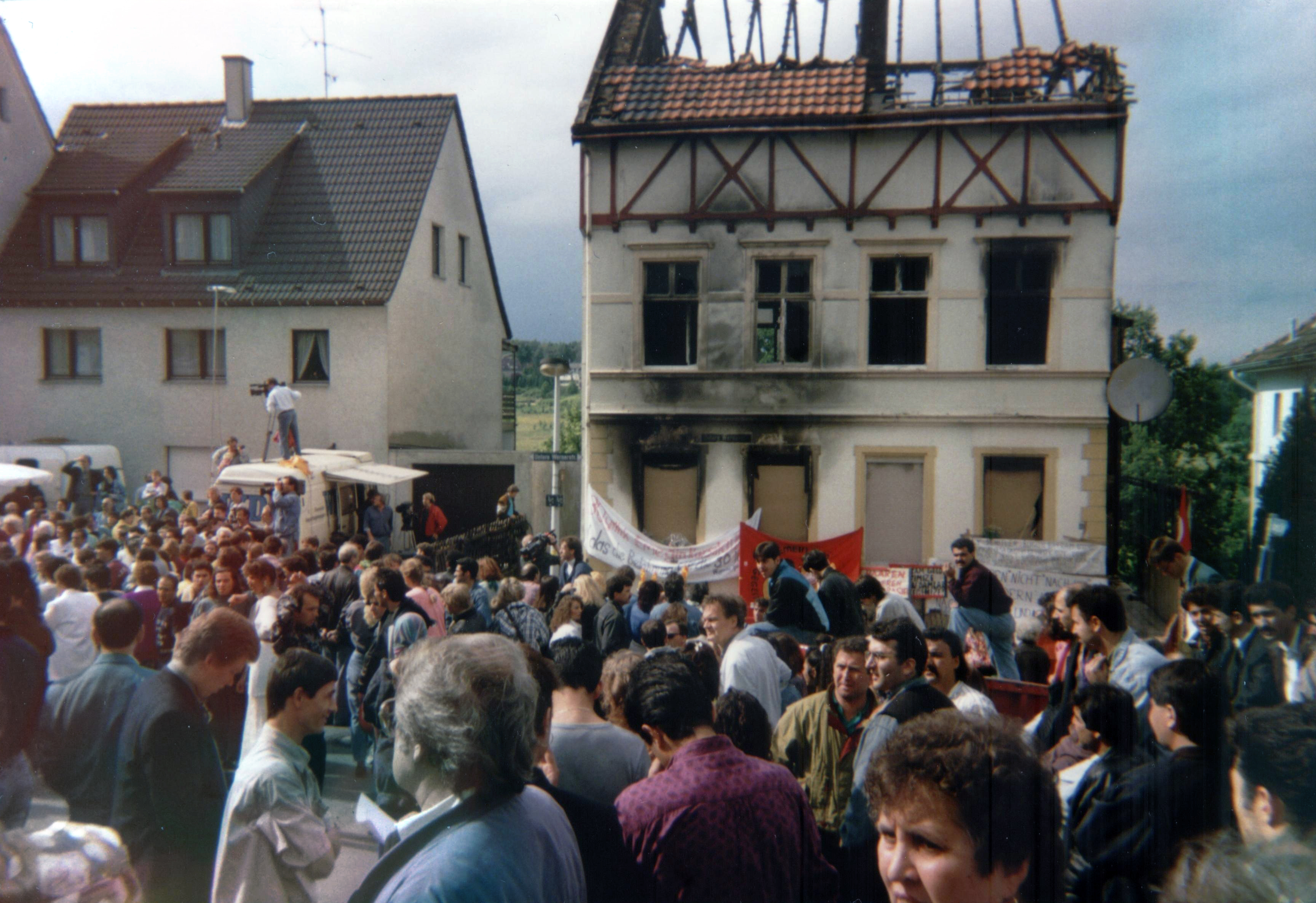
De ravage na de brandaanslag in Solingen, 1993, waarbij 3 meisjes en 2 vrouwen omkwamen

In de jaren 80 en 90 werden er in Duitsland verschillende brandstichtingen gedaan bij Turkse winkels en woningen waarbij meerdere doden vielen. Als reactie hierop verlieten duizenden Turken uit angst Duitsland.
Racistisch geïnspireerd geweld tegen minderheden en soms specifiek tegen Turken vindt nog steeds plaats in de EU lidstaten zoals in België (2006), Denemarken (2008) en Duitsland. In 2011 werden enkele Duitsers opgepakt op verdenking van lidmaatschap van een terroristische organisatie (van rechts-extremistische aard), een bomaanslag in een Turkse wijk waarbij 22 gewonden vielen en de moord op meerdere Duits-Turkse winkeliers tussen 2000 en 2006. De Duitse media beschuldigden vervolgens de inlichtingendiensten ervan samen te hebben gewerkt met deze nationalistische terroristen voor informatievergaring, waardoor hun berechting jaren op zich liet wachten. Op de dag dat de zaak bekend werd werden de twee hoofdverdachten dood aangetroffen in hun uitgebrande camper. De Duitse politie heeft de Turkse slachtoffers na hun dood systematisch gecriminaliseerd door te beweren dat het zou gaan om afrekeningen van schulden aan de criminele wereld, terwijl hier nooit bewijzen voor zijn geweest. Als reactie op de felle kritiek die ontstond na het bekend worden van het bestaan van terroristische nationaalsocialistische organisaties heeft de Duitse regering besloten om alle onopgeloste moorden sinds 1998 opnieuw onder de loep te nemen om mogelijke verdere daders en organisaties op te sporen. Echter, uit onderzoek van de Frankfurter Allgemeine Zeitung bleek dat de Duitse inlichtingendiensten aanwezig waren bij enkele van de moorden, en dat veel van de nazistische organisaties werden gefinancierd door de inlichtingendiensten. Er zijn sinds 11 september 2001, onder andere in Nederland, regelmatig brandaanslagen op moskeeën.
In 2011 zijn ook Turkse Bulgaren aangevallen door de Bulgaarse nationalistische Partij Ataka ('aanval') bij het verlaten van een moskee, waarbij enkele gewonden vielen. In 1989 moesten honderdduizenden Turken en Pomakken uit Bulgarije vluchten voor de zware anti-Turkse onderdrukking en etnisch geweld. In 2014 werden in Plovdiv een moskee, het Turkse consulaat en het hoofdkwartier van de Turkse liberale partij aangevallen door duizenden nationalisten. Turkse organisaties in de Balkan en Griekenland hebben in 2011 om hulp gevraagd van de Turkse overheid om hun rechten te beschermen. De Turkse overheid heeft een ministerie van Turken in het Buitenland opgericht om betere bescherming en hulp te kunnen bieden aan Turkse staatsburgers in onder andere de EU. Ook heeft Turkije Duitsland opgeroepen om zijn Turkse bevolking beter te beschermen.
In de afgelopen jaren zijn in verschillende Noord-Europese landen Turkse jongemannen overleden in een politiecel door toedoen van (soms) excessief geweld, voorbeelden hiervan zijn Nederland (2011), België (2009), Duitsland (2008), Denemarken (2011) en Zweden (2011). Deze voorvallen krijgen in de Turkse media veel aandacht en hebben een negatief effect op de beeldvorming over de EU in Turkije. Uit de autopsie die in Turkije werd uitgevoerd op de in de Nederlandse cel overleden Ihsan Gurz bleek dat zijn organen waren verwijderd waardoor niet meer is vast te stellen wat de doodsoorzaak is geweest, en of hij daadwerkelijk drugs had gebruikt, zoals het Nederlandse OM beweert. De Turkse minister van Justitie bracht in 2012 een bezoek aan de familie in Nederland. Ook maakte Amnesty International bekend een onderzoek te starten naar de zaak. Vlak voor de dood van Ihsan werd ook een andere Turks-Nederlandse jongen door politieagenten in elkaar geslagen.
Ook enkele hoofdkwartieren van Turkse kranten in enkele Europese landen zijn de afgelopen jaren doelwit geworden van brandaanslagen. Voorbeelden hiervan zijn de reeks aanslagen in 2011 en 2012 op de redacties van de krant Zaman in Parijs, London, Zürich, Keulen en Rotterdam. Het Europees Parlement veroordeelde de aanslagen en stemde voor een onderzoek binnen de gehele Unie naar de daders. Volgens Zaman betreft het Koerdische activisten of rechts-extremisten.

### Steun aan PKK
Turkije beschuldigt sommige EU lidstaten (met name Cyprus, Griekenland, Nederland, België en Denemarken) ervan de Koerdische Arbeiderspartij (PKK) te ondersteunen. Volgens de Turkse overheid verlenen de hiervoor genoemde lidstaten asiel aan veroordeelde PKK-leden, terwijl ook de EU zelf de organisatie als terroristisch heeft beoordeeld. De Turkse overheid heeft het Deense OM echter wel weten te overtuigen om een rechtszaak te beginnen tegen de Koerdische televisiezender ROJ TV, die nauwe banden zou hebben met de PKK. Hierna is deze zender naar Griekenland verhuisd. Op 10 januari 2012 veroordeelde een Deense rechtbank de populaire Koerdische zender voor het 'promoten van terrorisme'. Enkele weken later kon de zender echter weer uitzenden.

### Turkse Grieken
De Griekse regering erkent de Turks-Griekse bevolking in West-Thracië en enkele eilanden niet als zodanig. Het Turks is ook geen officiële regionale taal in het land. Tot voor kort had deze bevolkingsgroep zeer beperkte rechten, maar ook in 2012 is het nog verboden voor hen om het woord 'Turk' te gebruiken in de namen van hun organisaties. Met het aantreden van de linkse regering van Georges Papandreou zijn er openingen gemaakt naar de islamitische bevolking van Griekenland, door de bouw van moskeeën toe te staan. In Oktober 2011 heeft Griekenland bekendgemaakt dat het de eendaagse visa voor Turken gaat opheffen voor West-Thracië. Turkije had al een vergelijkbare vrijwaring voor Grieken ingevoerd in Oost-Thracië in 1988.

Het visumbeleid van de EU is voor kandidaat-lid Turkije strenger dan voor enkele niet-kandidaat landen in de Balkan en Zuid-Amerika. Gezien deze landen in sommige gevallen ook een lagere ontwikkeling kennen dan Turkije ziet de Turkse overheid dit als uiterst hypocriet.

### Visumverplichtingen
Hoewel meerdere verdragen tussen Turkije en de EU uit de jaren 70 en 80 van de twintigste eeuw Turkse staatsburgers vrijwaren van visumverplichtingen voor korte verblijven in de EU, eisen de meeste EU lidstaten nog altijd dure en tijdrovende visumaanvragen aan Turkse staatsburgers. Dit terwijl de EU onderhandelt met Rusland over het opheffen van visumverplichtingen en deze voor de Balkanlanden al heeft afgeschaft, terwijl zij nog niet eens kandidaat-lidstaat waren. Ook landen als Oekraïne, Moldavië en de Zuid-Amerikaanse landen hebben geen visumverplichtingen voor de EU. De Turkse overheid heeft haar afkeuring van deze dubbele standaard meermaals kenbaar gemaakt.
In 2011 werden meerdere rechtszaken gevoerd door de Duitse staat tegen Turkse staatsburgers die zonder visum Duitsland probeerden binnen te komen. Het ging hier bijvoorbeeld om Oostenrijkse Turken die voor een ziekenhuisbehandeling naar Duitsland reisden. In elk van deze rechtszaken bevestigde de Duitse rechters het recht van Turkse staatsburgers om zich drie maanden zonder visum voor niet-werkgerelateerde reden in Duitsland te bevinden. Ook in Nederland zijn vergelijkbare uitspraken gedaan. Hoewel in theorie nog visa nodig zijn om naar verschillende EU landen te gaan, blijkt uit de praktijk dat dit niet afgedwongen kan worden.
In september 2011 besluit de EU tot een stappenplan om visumverplichtingen voor Turken op termijn volledig af te schaffen. Turkije heeft speciale afspraken over visumverplichtingen met Italië en Spanje. (zie het hoofdstuk over Visumverplichtingen)

#### Uitzonderingen
Inmiddels is via bilaterale afspraken (en gerechtelijke verordeningen in Duitsland en Nederland) het visumbeleid tussen Turkije en enkele lidstaten al versoepeld. Dit leidt volgens critici tot een tegenstrijdige wetgeving en een onevenredige behandeling van Turkse onderdanen in diverse lidstaten van de unie.
| Visa             | Visum vereist | Uitzonderingen                                                            | Uitzondering sinds | Duur van uitzondering | Totstandkoming van uitzondering                                       |
| ---------------- | ------------- | ------------------------------------------------------------------------- | ------------------ | --------------------- | --------------------------------------------------------------------- |
| EU               |               | Turken met verblijfsvergunning in een ander lid, burgers van Noord-Cyprus | 2009               | onbeperkt             | uitspraak Europees hof                                                |
| EU               |               | Wetenschappers, zakenlieden, studenten, toeristen                         | 2009               | 30 dagen              | uitspraak Europees hof, in geen enkel lid omgezet in wetgeving        |
| Duitsland        | Ja            | werknemers van Turkse bedrijven, wetenschappers, kunstenaars, topsporters | 2009               | 2 maanden             | gerechtelijke uitspraak, beslissing Europese commissie                |
| Spanje           | Ja            | zakenlieden, studenten en kunstenaars                                     | 2010               | 5 jaar                | Bilaterale afspraak                                                   |
| Italië           | Ja            | zakenlieden                                                               | 2010               | 5 jaar                | Bilaterale afspraak                                                   |
| Griekenland      | Ja            | houders van een groen paspoort                                            | 2010               | 30 dagen              | Unilaterale beslissing                                                |
| Griekenland      | Ja            | vrije toegang tot West-Thracië                                            | 2011               | 1 dag                 | Unilaterale beslissing                                                |
| Nederland        | Ja            | werknemers van Turkse bedrijven, wetenschappers, kunstenaars, topsporters | 2012               | 3 maanden             | uitspraak Raad van State beslissing Europese commissie                |
| Groot-Brittannië | Ja            | studenten en wetenschappers                                               | 2012               | 5 jaar                | Bilaterale afspraak                                                   |
| Roemenië         | Ja            | zelfstandigen en werknemers                                               | 2012               | 5 jaar                | Bilaterale afspraak                                                   |
| Griekenland      | Ja            | vrije toegang tot 5 Egeïsche eilanden                                     | 2012               | 2 weken               | Unilaterale beslissing van het ministerie van Toerisme (proefperiode) |
| Denemarken       | Ja            | werknemers van Turkse bedrijven, wetenschappers, kunstenaars, topsporters | 2012               | 3 maanden             | Beslissing Europese Commissie.                                        |

### Verwaarlozing Turks erfgoed

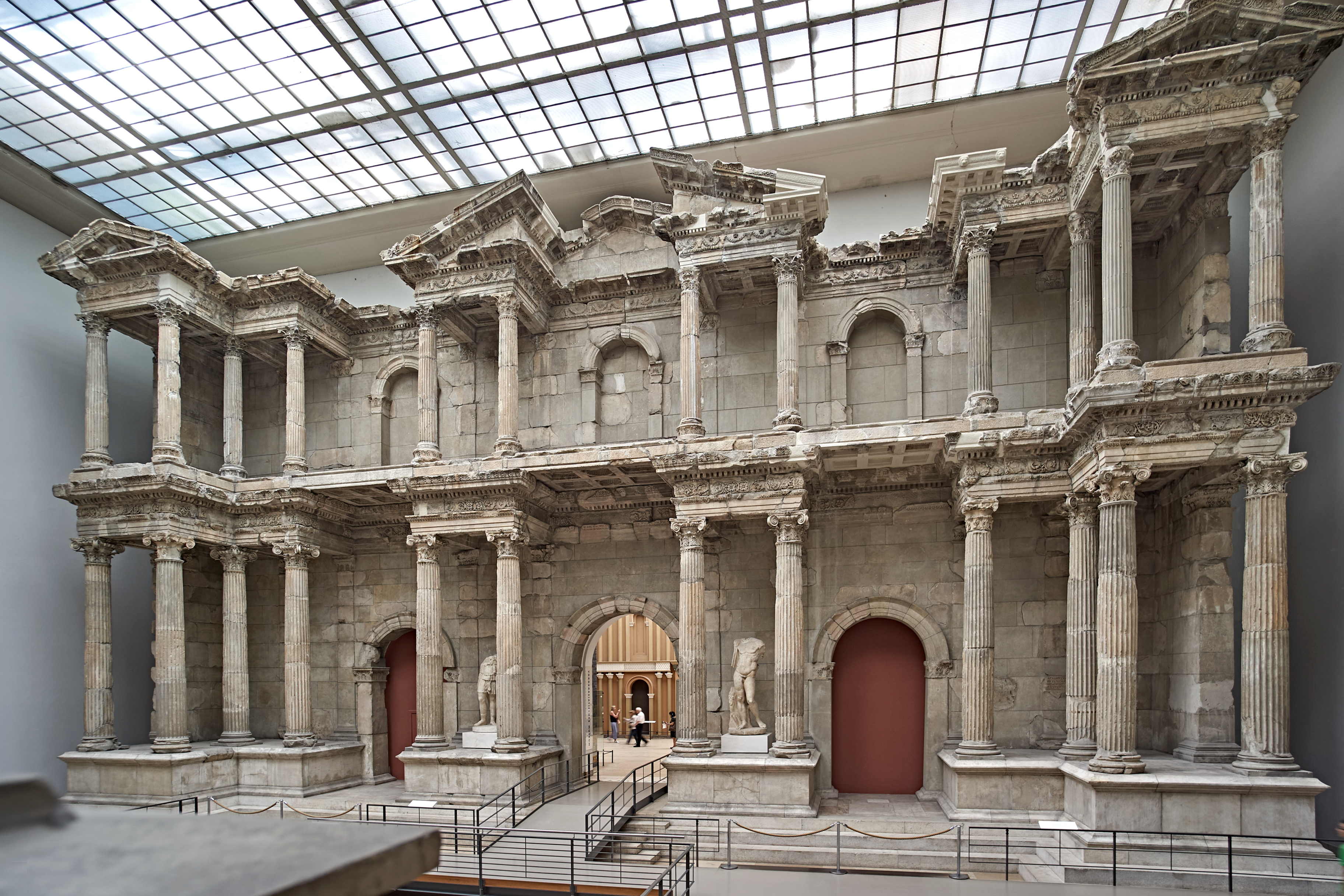
De marktpoot van Milete, in het Pergamonmuseum in Berlijn. Verschillende Turkse regeringen eisten de teruggave van belangrijke historische gebouwen en artefacten.

Enkele lidstaten van de EU hebben systematisch Turks en islamitisch historisch erfgoed verwaarloosd of vernietigd. De vernietiging van moskeeën, minaretten en begraafplaatsen vond met name plaats tijdens de Balkanoorlogen in het begin van de 20e eeuw maar verwaarlozing en incidentele vernietiging van erfgoed heeft gedurende de 20e eeuw continue plaats gehad zoals in Bulgarije in de jaren 80 en in voormalig Joegoslavië in de jaren 90. Turkije beschuldigt met name de EU lidstaten Griekenland en Bulgarije van het verwaarlozen van hun historisch erfgoed. Griekenland had tot 1991 zelfs een wet die het voor Turken verbood om hun huizen en moskeeën te onderhouden. (Zie het kopje Betrekkingen met Griekenland) De Turkse overheid heeft geld vrijgemaakt voor de restauratie van Ottomaans historisch erfgoed in de Balkan.
Enkele van de grote historische musea in landen als Duitsland, Frankrijk en Engeland weigeren ontvreemde en onteigende Turkse archeologische en literaire stukken terug te geven. Met name het Pergamonmuseum toont veel bouwwerken en beelden uit Anatolië die op een illegale manier verkregen zijn door de Duitse overheid in de nadagen van het Ottomaanse Rijk. Onder het mom van restauratie werden de best bewaarde gebouwen in Turkije afgebroken om in Duitsland opnieuw opgebouwd te worden.

### Turkse scholen in Duitsland
In 2010 ontstond er ophef in Turkije nadat de Duitse overheid bekend had gemaakt dat het een Duitstalige universiteit wilde oprichten in Turkije. De Turkse premier Erdogan maakte bekend dat Turkije hiermee akkoord zou gaan mits Duitsland toe zou staan dat er daar ook Turkstalige middelbare scholen mochten komen, zoals er in Turkije al langer Duitstalige scholen zijn. De Duitse bondskanselier Merkel ging in eerste instantie niet akkoord met dit voorstel, maar bij haar bezoek aan Turkije kwam ze hier op terug met de voorwaarde dat Turken in Duitsland goed Duits leren spreken.

### Frans verbod op ontkenning Armeense Genocide
Het Turkse parlement (zowel de regerings- als de oppositiepartijen) zien de wens van het Franse parlement om de ontkenning van de Armeense Genocide te verbieden als een beperking van de vrijheid van meningsuiting. De Turkse regering vindt dat een verbod de discussie op slot gooit en Turkse burgers in Frankrijk voor het blok zal plaatsen. Daarnaast gebruiken de Turken het argument dat de Fransen zelf ook geen schone handen hebben, zoals tijdens de Algerijnse onafhankelijkheidsoorlog. De bekende Franse historicus Guy Perville werd in 2012 naar eigen zeggen voor het eerst in 40 jaar gecensureerd door de Franse staat op een stuk over deze periode in de Franse geschiedenis. Het verbod werd uiteindelijk door het Franse constitutionele hof nietig verklaard.

## Argumentatie omtrent toetreding tot de Europese Unie
In de EU en in Turkije zelf is de toetreding van Turkije omstreden. De landen en hun inwoners zijn verdeeld over toetreding.

### Argumenten voor
De personen die voor toetreding zijn, voeren de volgende argumenten:
1. Het is goed voor de verspreiding van democratie en mensenrechten, kernwaarden van de Unie, in Turkije en andere landen. Turkije wordt dan verplicht zich meer in te zetten voor democratie, secularisme en rechten van religieuze minderheden en ongelovigen in het Midden-Oosten.[208]
2. Toetreding is, gezien het dynamisme en de snelle groei van de Turkse economie, goed voor de economische groei van de EU. Turkije heeft de 15e grootste economie van de wereld.[209] Daarnaast heeft Turkije destijds weinig last gehad van de financiële crisis. Door een streng fiscaal beleid is geen enkele Turkse bank in problemen gekomen en heeft de overheid banken geen leningen hoeven te geven.[210] De Turkse aandelenmarkt groeide in 2009 met meer dan 95%, wereldwijd groeide alleen de aandelenmarkt van Argentinië sneller.[211] Volgens berekeningen van het IMF zal de economie van Turkije tegen 2026 groter zijn geworden dan die van landen als Spanje, Italië en Canada.[212]
3. Turkije heeft historisch meer bij Europa gehoord dan bij het Midden-Oosten. De eerste Turkse volkeren kwamen waarschijnlijk tussen 400 en 800 na Christus naar Europa (Zie Hunnen, Avaren en Bulgaren). Zij kwamen vanuit Centraal-Azië over de Euraziatische steppe, en niet via het Midden-Oosten. Daarnaast bestond de islam in die periode nog maar net en beleden deze nomaden het sjamanisme, boeddhisme of het nestoriaans christendom, net zoals de Turken en Mongolen die tijdens het latere Mongoolse Rijk westwaarts trokken vanuit Mongolië. Enkele Turkse volkeren bekeerden zich nooit tot de islam, zoals de christelijke Gagaoezen uit Moldavië.
4. Bij weigering zou Turkije zich weleens af kunnen keren van Europa en de NAVO. De Turken zouden dan kunnen kiezen voor een alternatieve Euraziatische unie met Rusland en de andere CIS-landen (voormalige Sovjet-Unie).[213] Een andere optie is een toenadering tot de Turkstalige landen van Centraal-Azië[214] Enkele westerse critici zijn zelfs bang dat het Kemalisme zou kunnen gaan wankelen en Turkije zich meer als islamitisch land zou kunnen gaan ontwikkelen.[bron?]
5. Turkije kan als islamitisch land binnen het Midden-Oosten een voortrekkersrol vervullen; het zou aantonen dat de EU niet per se anti-islamitisch is en dat democratie en islam samen kunnen gaan. De huidige beeldvorming over de EU in het Midden-Oosten wordt benadeeld doordat de EU tot nog toe een "club van christelijke naties" is geweest. Op de periode aan het eind van het Ottomaanse Rijk na hebben de Turken altijd, zowel in de eerste nomadische rijken als het latere Ottomaanse Rijk, een tolerante samenleving nagestreefd, met religieuze diversiteit.[215] Toetreding zou deze tolerantie voor diversiteit versterken en een tegenargument kunnen vormen tot Samuel Huntingtons theorie van de Botsende beschavingen.
6. In Europa zijn er diverse andere landen met een grote inheemse islamitische bevolking (Bosnië, Kosovo, Albanië, Bulgarije en Rusland) en de islam is daarmee deel van onze Europese identiteit.
7. Turkije heeft het 7e grootste leger van de wereld en het grootste van heel Europa. Het Turkse leger heeft in Bosnië bewezen dat het zich wil inspannen voor veiligheid in Europa, en heeft internationaal ook missies lopen in onder andere Afghanistan. Het Turkse leger geeft ook trainingen aan militairen en politieagenten uit de Centraal-Aziatische staten en draagt zo bij aan de strijd tegen het terrorisme[216][217]
8. Gunstige ligging op de wereldkaart. Turkije ligt tussen Europa, Midden-Oosten, Rusland, de Kaukasus en West-Azië. Veel internationals erkennen dit door in Turkije hun regionale hoofdkwartier te zetten voor deze regio's.[218][219]
9. Turkije is het enige land (met een moslimmeerderheid) dat goede relaties heeft met zowel de westerse wereld als de landen in het Midden-Oosten. Zo bemiddelde Turkije in 2008 nog voor vrede tussen Israël en Syrië[220] en werden onder Turkse supervisie gesprekken gevoerd tussen Israël en de Palestijnse Autoriteit.
10. Turkije organiseert regelmatig (vredes)onderhandelingen tussen verscheidene landen zoals Armenië en Azerbeidzjan,[221] Afghanistan en Pakistan.[222] en Servië en Bosnië.[223]
11. Turkije is een doorvoerland naar de EU voor energie (olie en gas en elektriciteit) uit onder andere de Kaukasus, Centraal-Azië en het Midden-Oosten.[224] Zo'n 10% van alle olietransporten wereldwijd vindt plaats door Turkije[225]
12. Turkije onderhoudt goede banden met de Turkstalige landen van Centraal-Azië en zou ook verder dan het Midden-Oosten en de Kaukasus voor een democratiseringsproces kunnen zorgen.
13. Buiten Turkije wonen in Europa (vooral in West-Europa, de Balkan, Rusland en de Kaukasus) zo'n 20 tot 30 miljoen Turkstaligen en zij vormen dus een integraal deel van Europa.

### Argumenten tegen
De tegenstanders van toetreding hebben verschillende argumenten maar er zijn in feite twee soorten: sommigen vinden dat Turkije nooit bij Europa mag komen en anderen vinden dat Turkije eerst aan bepaalde voorwaarden moet voldoen vooraleer het tot de EU mag toetreden.
Onder degenen die vinden dat Turkije nooit tot de EU mag toetreden, worden deze argumenten aangevoerd:
1. Slechts 3% van Turkije ligt in Europa. Het is daarmee hoofdzakelijk een Aziatisch land en dus geen Europees land. Dit argument wordt deels ontkracht doordat Cyprus, geografisch gezien volledig in Azië, al is toegetreden. Ook liggen enkele Griekse eilanden in Azië.
2. Turkije weigert in sommige opzichten het EVRM te respecteren. In 2009 werd Turkije van alle Europese landen het vaakst veroordeeld door het Europees Hof voor de Rechten van de Mens.[226]
3. Door als lid van de Organisatie voor Islamitische Samenwerking in augustus 1990 de Caïro-verklaring van de mensenrechten in de islam te ondertekenen nadat het in 1948 de Universele verklaring van de rechten van de mens van de VN reeds had onderschreven, heeft Turkije feitelijk afstand gedaan van zijn positie inzake mensenrechten in westerse zin. Daarmee heeft het zich qua mensenrechten en met name met betrekking tot vrijheidsrechten bewust buiten de westerse denkwereld en moraal geplaatst.[bron?]
4. In Turkije worden etnische minderheden zoals de Koerden, Armeniërs en alevieten systematisch gediscrimineerd. Vooruitgang op dit gebied gaat te langzaam.
5. Turkije beperkt de vrijheid van meningsuiting. Belediging van de Turkse natie, staat, of een staatsman kan leiden tot vervolging. In januari 2010 werd een Britse kunstenaar, die al 20 jaar in Turkije woonde, veroordeeld tot een boete voor het afbeelden van de minister-president als een hond.[227] Ook werden vroeger veel mensen door deze wet veroordeeld vanwege het benoemen van de Armeense genocide. De wet is in 2008 enigszins aangepast: zie Artikel 301. In EU-landen, zoals Nederland, België en Duitsland, zijn gelijksoortige wetten. In 2007 werd een man veroordeeld tot een boete van 400 euro wegens het beledigen van de Koningin,[228] en in België werd in 2006 een celstraf opgelegd wegens het beledigen van de Koning.[229] In Duitsland kan het beledigen van de Bondskanselier met vijf jaar gevangenisstraf worden bestraft.[230] Als deze kunstenaar de Nederlandse Koningin, Belgische Koning of Duitse Bondskanselier als hond had afgebeeld, had hij dus voor dezelfde handeling in een EU-land vervolgd kunnen worden.
6. Turkije is voor het grootste deel geen westers land. De Turkse cultuur is een mix van Oost-Europese, Centraal-Aziatische en islamitische culturen en past dus niet in de Europese Unie.
7. Turkije erkent een ander lid van de Europese Unie, namelijk Cyprus, niet en houdt het noordelijke deel van het eiland; Turks-Cyprus bezet.
8. De Turkse toetreding gaat, omwille van de omvang van het land en het nu nog veel lagere bnp per inwoner, de huidige EU-landen veel geld kosten aan subsidies.
9. Als groot land krijgt Turkije straks als EU-lid veel invloed binnen de EU. Het is onvoorspelbaar wat Turkije zal doen met deze macht.
10. De Turkse toetreding brengt met zich mee dat Syrië, Irak en Iran, landen die bekendstaan als conflicthaarden, buurlanden van de EU worden.
11. Toetreding tot de EU maakt immigratie van Turken naar Europa en omgekeerd gemakkelijker.
12. Turkije is een politiek onstabiel land. De rol van het leger is veel te groot en dat is onacceptabel voor de EU. In 2009 kwamen veel schandalen rond het leger naar boven en werd de Koerdische partij DTP verboden.
13. Turkije is overwegend islamitisch, terwijl Europa overwegend christelijk is. Daarom is het verschil in denkwijze, normen en waarden te groot. Ook kan een Turkse toetreding ervoor zorgen dat de christelijke achtergrond van Europa in de toekomst kan verdwijnen.

### Onder voorwaarden
Wie vindt dat Turkije eerst aan voorwaarden moet voldoen om lid te kunnen worden, motiveert dat met de volgende argumenten:
1. Turkije moet het volledige 'acquis communautaire' van de EU erkennen én toepassen.
2. De kwestie Cyprus moet worden opgelost. Cyprus is verdeeld in tweeën en het Griekstalige, bij de Europese Unie behorende deel eist het vertrek van de Turkse troepen uit het noordelijke Turks-Cypriotische deel en de hereniging van het land. De hereniging van het land is een voorwaarde voor de Grieks-Cyprioten, maar zij hebben wel de voorwaarden van het allerlaatste VN-plan bij referendum afgewezen (laatste versie die drastisch verschilde van de eerdere VN-compromisvoorstellen die gedurende 30 jaar door Turkije afgewezen werden). De Turks-Cyprioten hebben het laatste VN-plan wel aanvaard en werden daartoe in afwachting van de hereniging middelen uit de EU-begroting toegezegd, die echter nooit arriveerden.
3. Turkije moet het Koerdisch als officiële taal erkennen en de Koerdische gebieden autonomie verlenen.
4. Turkije moet de inheemse Arameeërs en hun Aramese taal officieel erkennen, erop toezien dat het bedreigde Aramese erfgoed niet verloren gaat en meewerken aan een toekomst voor de Arameeërs in en rondom Midyat (dat wil zeggen in Tur 'Abdin, hun eeuwenoude hartland in Zuidoost-Turkije waaruit ze gevlucht zijn en dat thans door Koerden bewoond wordt). Hetzelfde geldt voor andere etnische minderheden, zoals Lazen, Pontische Grieken, Bosniërs, Albanezen en Arabieren.
5. Turkije moet economisch groeien en met name in het zuidoosten van het land investeren.
6. Turkije moet de Ottomaanse genocide tegen de Armeense, Griekse en Assyrische christenen erkennen.

Veel van deze voorwaarden zijn niet de criteria om toe te treden tot de EU.

### Turkse argumenten tegen
Ook in Turkije zelf is de toetreding, vooral sinds sommige Europese landen zich er fel tegen manifesteren, niet door iedereen gewenst.
1. Panturkisten willen niet dat Turkije lid wordt van de Europese Unie, omdat Turkije volgens hen moet streven naar een Turkse Unie.
2. Sommige Turken willen niet dat Turkije toetreedt tot de Europese Unie, omdat die volgens hen een puur christelijke club is. De meesten van hen zijn echter voorstander van toetreding omdat zij denken meer rechten te krijgen door de Europese wetgeving.
3. Veel Turken voelen zich beledigd en niet serieus genomen door de negatieve houding van sommige lidstaten tegenover eventuele Turkse toetreding.